# 坂本龍一
坂本 龍一 （さかもと りゅういち、英語: Ryūichi Sakamoto、1952年〈昭和27年〉1月17日 - 2023年〈令和5年〉3月28日）は、日本の作曲家、編曲家、ピアニスト、音楽プロデューサー、公益活動家。東京都出身。
音楽性は幅広く、クラシック音楽が根幹にあり、民俗音楽、ポピュラー音楽（特にテクノポップ）にも造詣が深かった。1987年には日本人で唯一アカデミー作曲賞を受賞しており、映画音楽でも世界的に評価されている。愛称は「教授」。晩年は環境や憲法に関する運動にも積極的に参加していた。1990年代中盤にはインターネットの普及に先んじて逸早くライブや作品に取り入れるなど、新技術にも興味を示していた。

## 概要
幼いころから母方叔父の持っているレコードを聴いて音楽への興味を募らせつつ成長した。世田谷区で小中学生時代を過ごし、東京都立新宿高等学校に進学する。新宿は当時の日本のサブカルチャーの中心地であり、映画と音楽を中心に様々な店に出入りしては文化的素養を吸収していった。東京芸術大学在学中にスタジオ・ミュージシャンとして活動を開始した。1970年代後半よりソロやKYLYNバンドのメンバーとして活動する一方、メンバーとして参加した音楽グループ「イエロー・マジック・オーケストラ（YMO）」が国内外で商業的成功を収め、人気ミュージシャンとなった。同時に山下達郎や大貫妙子などの同世代の音楽家とも知り合い、共同作業を行った。
YMO時代にテクノポップやニュー・ウェイヴの分野で活動したことは広く知られているが、その後は一つのところに留まらず、現代音楽の手法を使った作品の発表、ロックとテクノの融合、ワールドミュージック、ヒップホップやR&Bなどのブラックミュージックを織り交ぜたポップス、オペラの作曲およびプロデュース、クラシックやボサノヴァのユニットを結成してのワールドツアー、晩年はアンビエントやエレクトロニカの作品を発表するなど、ジャンルを横断して多彩な作品を発表した。前衛的で先進的なイメージを残しながら、大衆に理解され得る親しみ易さを持った作品として仕上げる手腕に卓越したものを持っていた。
自身の音楽活動のほか、プロデューサーやアレンジャーとしても活動し、他のアーティストへの楽曲提供も数多く行っている。俳優として出演した大島渚の監督映画『戦場のメリークリスマス』で映画音楽も手掛け、日本人初の英国アカデミー賞 作曲賞を受賞した。1987年公開の『ラストエンペラー』では日本人初のアカデミー作曲賞を受賞し、同曲でゴールデングローブ賞 作曲賞、1989年第31回グラミー賞最優秀オリジナル映画音楽アルバム賞など世界的な音楽賞を総なめした。1990年、映画『シェルタリング・スカイ』のサウンドトラックを担当しロサンゼルス映画批評家協会賞の作曲賞、1991年にゴールデングローブ賞 作曲賞を受賞した。以降、国内外の映画音楽を手掛け、映画音楽家としての地位を築いた。
1990年代前半は打ち込み系ポップスの作品を多数リリースし、1995年11月30日には『三菱電機 スーパーセレクション 坂本龍一 TOUR '95 D&L with Daizaburo Harada』というライブを開催し、WIDEプロジェクトの協力を得て、日本初のインターネット配信も行った。インターネット配信自体は既に1994年11月にローリング・ストーンズが行っていたが、インターネットの商業利用化が1995年に完了した直後という時代に、世界でも数例しか行われていない中での極めて先進的な試みであった。同時に、原田大三郎によるステージ上での映像のリアルタイムコントロールも、後のVJの先駆けであった。
1990年代後半はアコースティック作品を中心に制作し、その中でも1999年に三共『リゲインEB錠』のCM曲であった『energy flow』が癒し系楽曲として絶大な人気を得て、同曲を収録した『ウラBTTB』がミリオンセラーを達成した。以降のスタジオ作品は2000年代を通して、アコースティック感のある脱構築的な作風に移行して行った（2009年の『Out of Noise』など）。同時に、スタジオ・アルバムのリリースは大きく減少した。
音楽家としての活動のほかに、いくつかの映画や映像作品には俳優としての出演歴がある。テレビCMにも多く出演しており、ときには、ダウンタウンなどとお笑い番組やバラエティ番組に出演することもあった。
近年は各メディアで環境問題や憲法をはじめとした諸問題に関する運動に積極的に参加・言及しており、2000年代半ばに話題になったPSE問題においても、坂本が中心人物として反対運動を行った。「エコ」や「ロハス」といったキーワードを口にすることが多く、マクロビオティックの実践者でもある。2008年6月5日の「世界環境デー」には、CD製造時の二酸化炭素排出への対策としてcommmonsレーベルから新たに発売する全てのCDをカーボンオフセット対応とすることも発表した（最新作まで継続中）。長年喫煙者であったが、針治療を通じて禁煙に成功した。一時期はベジタリアンでもあったが、これは「人としての闘争本能がなくなりそうだから」という理由で後に中止している。2008年の9月には作家村上龍との対談で、現代の「夢があるということは素晴らしい、だから君も夢を持て」という風潮に疑問を抱いている発言をしている。
無類の猫好きである。一人っ子だった坂本が生まれたときから15歳の時まで一緒に住んでいた猫と兄弟のように生活していたことが影響している。若い頃は自分の見た目に無頓着で、アルバム『千のナイフ』のジャケット写真を見た当時の音楽仲間が「あの汚い坂本が」と驚愕したほどだった。このような坂本がファッションセンスを得るに至ったのは、ファッションデザイナーとしての顔も持っていた同じYMOメンバーの高橋幸宏の指導によるものである。晩年は、センター分けにした白髪のツーブロックに、フランスの「ジャック・デュラン」の眼鏡がアイコンとなっていた。
坂本は手塚治虫の漫画が好きだと公言しており、特にお気に入りの作品は『火の鳥』と『ブッダ』だという。手塚漫画の女性や動物は滑らかな曲線で描かれており、そこに音楽性と美しさを感じると度々語っている。坂本は手塚るみ子プロデュースの「手塚治虫 その愛した音楽」というCD（内容は手塚が漫画の執筆中に聴いていた音楽を収録したもの）の仕事もしている。手塚プロダクションの「さよならティラノ」というアニメの音楽も担当している。
スピーカーの付帯音を極限まで抑えて原音をそのまま再生するムジーク（musikelectronic geithain）のモニタースピーカーを愛用していた。
愛称は「教授」「世界のサカモト」。

## 生涯

### 生い立ち
1952年、東京都中野区に生まれた。父は河出書房の編集者で、三島由紀夫や野間宏、中上健次、高橋和巳などを担当した坂本一亀。母・敬子は実業家・下村彌一の娘にあたり、帽子デザイナーで銀座の宝石商に勤務。
通っていた幼稚園が「全員ピアノを習う」所であったため、3歳からピアノを習い始める。自由学園幼児生活団に準じた世田谷幼児生活団において作った「うさぎのうた」が最初の作曲。
6歳ごろまで住んでいた中野の家には、ピアノやレコードプレーヤーがなかった。近所に住む祖父の家には、当時まだ学生だった叔父のピアノがあり、その上にレコードプレイヤーがあった。ピアノによじ上ってレコードを聴いたのが、坂本の最初の音楽の記憶である。
10歳で東京芸術大学教授の松本民之助に師事し作曲を学び始める。なお、作曲を勉強し始めて最初に興味を持った作曲家はストラヴィンスキーであった。この頃は特にピアノが好きではなく、むしろ苦痛だったという。14歳の頃、ドビュッシーの音楽と出会い、そこから多大な影響を受けた。自分はドビュッシーの生まれ変わりに違いないと半分信じて、サインの練習まで始めた。人生で最も影響を受けた音楽家は、ドビュッシーとバッハである。
小学2年の時に、東京都世田谷区給田（千歳烏山）に転居。世田谷区立祖師谷小学校から世田谷区立千歳中学校を経て、東京都立新宿高等学校を卒業。同級生には塩崎恭久、馬場憲治、那須恵理子、野中直子がいる。千歳中学校ではバスケットボール部に所属した。新宿高校時代には読書が趣味で、常に学校図書館の貸出ランキング10位以内に入っていた。風月堂などにたむろするフーテンたちに影響を受け、ジャズを聞くようになり、自分でも演奏するようになった。ロックも好きであったが、フォークは大嫌いであった。学生運動にものめり込み、塩崎や馬場はこの時の闘争仲間でもある。
1970年東京芸術大学入学。大学在学中、民族音楽学研究の泰斗小泉文夫の講義を受け、その内容の深さに坂本はそれまで培ってきた音楽観の根底を揺さぶられるような大きな衝撃を受けたという。さまざまに変遷してきたと見られる坂本の作風であるが、そのベースには、小泉から学び得た民族音楽学の知識や思想が確かにあるようである。ただし小泉自身は作曲をしなかったので、坂本に作曲技法上の影響を与えたというわけではなかった。坂本は、大学在学中、一年ほど作曲家三善晃にも学んでいる（ただし一度直接指導を受けただけ、と坂本は発言している。しかも、三善から「理論的すぎる」の如き指摘を受けたとも）。さらには、渋谷で開かれていた高橋悠治の勉強会にも高校・大学を通して顔を出していた。坂本が電子音楽に出会ったのは大学学部在学中のことである。
学生時代には教職課程も履修しており、母校へ音楽教員になるための教育実習に行ったこともあったが、生来の気質から学校組織の一員として務めることには向いていないと早々に諦めている。
1974年東京芸術大学の音楽学部作曲科を卒業し、同大学院音楽研究科修士課程に進む。1977年修了。修士論文は「坂本龍一 Year Book 1971-1979」のDISC 2にも収録されている管弦楽作品「反復と旋」。

### デビュー
1975年、大学院在学中に新宿ゴールデン街で意気投合したという友部正人の『誰もぼくの絵を描けないだろう』にピアノで参加。スタジオ・ミュージシャンとしてのキャリアをスタートさせる。翌1976年、竹田賢一と「学習団」を組織し、竹田のプロデュースの下、はじめてのアルバム『ディスアポイントメント-ハテルマ』（土取利行とのコラボレーション）を発表。以降、りりィのバックバンド（バイバイセッションバンド）に所属した後、当時のりりィのマネージャー（現：株式会社365代表）が細野晴臣のマネージャーに坂本を紹介、YMO結成の足がかりとなる。初期の山下達郎の楽曲（「2000トンの雨」「パレード」など）、大瀧詠一、山下達郎、伊藤銀次のアルバム『NIAGARA TRIANGLE Vol.1』などにキーボードとして参加。大貫妙子のLP『SUNSHOWER』『MIGNONNE』『ROMANTIQUE』などにアレンジャー、プロデューサーとして参加。
1978年2月、細野晴臣のアルバム『はらいそ』に参加。細野の誘いにより、高橋幸宏とともに「イエロー・マジック・オーケストラ」(YMO) を結成、活動を開始する。10月、坂本初のソロアルバム『千のナイフ』をリリースし、ソロ・デビューも果たす。11月、YMO名義の『イエロー・マジック・オーケストラ』を発売、続く『ソリッド・ステイト・サヴァイヴァー』で爆発的人気を博す。この年、風の旅団の前身となるテント劇団「曲馬館」の音楽にも参加した。翌1979年6月にはYMOと並行する形で渡辺香津美、矢野顕子、小原礼、村上秀一、本多俊之らとセッションユニットで「KYLYN」を発売。ほぼ同じメンバーで、各パート二人ずつで演奏技術を競わせるというコンセプトのカクトウギセッションでの活動を行う。一部の楽曲で第二ピアノを演奏した高橋悠治のLP『新ウィーン楽派ピアノ音楽集成』が発表された（後に『新ウィーン楽派ピアノ作品集』としてCD化。参加楽曲シェーンベルク「四手のための六つの小品」は坂本のアルバム『フェイヴァリット・ヴィジョンズ』にも収録されている）。1979年から翌80年にかけて、YMOは2度にわたるワールドツアーを実施。
1979年12月、アレンジを手掛けたサーカスのシングル「アメリカン・フィーリング」で、日本レコード大賞編曲賞を受賞する。
YMOのライブを期待していた観客から野次られると「うるさいぞ、この野郎！」と怒鳴り返した等のエピソードもある。この頃、立花ハジメ、沢村満、鈴木さえ子らと「B-2UNITS」という名前のユニットを結成、ライブ活動を散発的に行っている。1982年には、RCサクセションの忌野清志郎と組んでシングル『い・け・な・いルージュマジック』をリリース。資生堂'82春のキャンペーンソングとしてヒットする。TVでは、どぎつい化粧をした男同士でキスをするなど、過激なパフォーマンスを展開した。この年、矢野顕子と結婚。
YMOとしての活動の傍ら、1981年よりNHK-FMにて「サウンドストリート」のパーソナリティを務める。担当していた火曜日ではアマチュアミュージシャンから送られるテープを番組内で放送する「デモテープ特集」が不定期に行われていた。パンクバンドTACO（タコ）のオムニバスにはな・い・し・ょのエンペラーマジックで参加。同曲をサウンドストリートで放送したが、放送禁止用語が含まれていたためにすぐにオンエア中止になった。メジャーシーンの活動と並行して、TACO以外にもアンダーグラウンドロックシーンとは交流があり、自主レーベルである、パス・レコードでフリクション、Phewのプロデュースを行っている。
1983年公開の映画『戦場のメリークリスマス』には、大島渚監督の依頼により、ヨノイ大尉役で出演し、デヴィッド・ボウイ、ビートたけしらと共演。出演の条件として音楽を担当した。同作は第36回カンヌ国際映画祭に出品されて高い評価を受け、アジア人として初めて英国アカデミー賞 作曲賞へのノミネート及び受賞を果たした。同作品のサウンドトラックからシングルカットされたデヴィッド・シルヴィアンとのシングル「Forbidden Colours（禁じられた色彩）」は、全英チャート(Music Week)16位を記録した。同年、YMOは「散開」（解散）する。

### YMO解散後
1984年、矢野らと「MIDIレコード」を設立し、同レコード内にレーベル「school」を立ち上げる。1986年には初のソロ・コンサート「メディア・バーン」を全国24カ所（28公演）で行う。ツアー終了後、YMO以来所属していた「ヨロシタ・ミュージック」から独立し個人事務所「トラフィコ」を設立。
翌1987年、映画『ラストエンペラー』公開。坂本は甘粕正彦満映理事長役で俳優として出演し、音楽をデイヴィッド・バーン、蘇聡とともに担当し、グラミー賞 映画・テレビサウンドトラック部門、ゴールデングローブ賞 作曲賞、アカデミー作曲賞等を日本人として初めて受賞し、以後、映画音楽作家としての地位を確立する。溥儀役のジョン・ローンとは、敵役同士という間柄の役作りのために、撮影中は一言も口を利かなかったという。
1989年、都民文化栄誉章を受章。海外戦略のためヴァージン・レコードに移籍するが、セールス的な成功を収めることはなかった。後にEMIのヴァージン・レコード買収により契約を主導したヴァージン・アメリカの社長の辞任に伴って契約を解消。
1990年4月からは、音楽の拠点をニューヨークに移す。別の女性と暮らし始め、男児をもうける。これが原因で、矢野と翌年に別居したと報じられた。
1992年にはバルセロナオリンピック開会式のマスゲームの音楽を作曲（坂本のスケッチに基づく管弦楽編曲は作曲家の鈴木行一が担当）、自らも会場でオーケストラを指揮した。この依頼の当初「ナショナリズムを高揚させるスポーツイベントは嫌い」と一度は断ったが、プロデューサーPepo Solなど制作側から熱心なオファーがあり最終的には引き受けることになる。契約金は他の出演者とともに1ドルであった。このときの楽曲は後に「El Mar Mediterrani」として発表された。
1993年、YMO「再生」（再結成）。アルバム『テクノドン』を発表し、6月には東京ドームにて2日間のライブを行う。
1994年には契約地域を分割し、日本ではフォーライフ・レコードに移籍し、レーベル「güt（グート）」を設立。日本国内での活動を活発にした。日本以外の海外地域ではエレクトラと契約。個人レーベル「güt」の第一弾作品・アルバム『スウィート・リヴェンジ』を6月に発売する。
1995年、ダウンタウンの変名音楽ユニット「GEISHA GIRLS」に富家哲、テイ・トウワらと参加。以降、彼らとの親交を深め『ダウンタウンのごっつええ感じ』（フジテレビ）ではコント「アホアホマン」に出演、大便のシミを付けたパンツで登場するなどアホアホブラザー役でエキセントリックな一面を見せた。

### ワーナーへの移籍
1998年、エレクトラとの契約を解消し海外地域ではSony Classicalと契約、日本ではワーナーミュージック・ジャパンに移籍。
1999年、製薬会社三共（現：第一三共ヘルスケア）『リゲイン』のCMに用いられたピアノソロ曲「エナジー・フロー」を収録したマキシシングル「ウラBTTB」がミリオンセラーとなり、インストゥルメンタルとしては初のオリコンチャート1位を記録した。自身初となるオペラ『LIFE a ryuichi sakamoto opera 1999』（以下、LIFE）を公演。この頃には矢野との夫婦仲は実質的に破綻していたとされ、テレビ番組「おしゃれカンケイ」において、ニューヨークで行動を共にしている女性マネージャーとの間にいる子供（次男）の存在を認め、長男(矢野の連れ子)と坂本美雨に「お父さんにはお母さん（矢野顕子）以外に好きな人がいる」と告げたというエピソードも披露している。「子供は4人」と語り、矢野顕子との結婚前に学生結婚していた女性との間にも子供（長女）がいることも明かしている。さらに同番組では、「外国人が持つ日本コンプレックスをくすぐる、嫌いなアーティスト」として喜多郎とCHAGE and ASKAを名前を伏せた形で挙げた。
2001年、『TBS50周年特別企画番組『地雷ZERO 21世紀最初の祈り』』に出演。同番組の企画において、親交のある国内外のアーティスト達を起用し、地雷除去のためのチャリティーソング「ZERO LANDMINE」を作曲、リリースした。同年にはボサノヴァトリオ「Morelenbaum2/Sakamoto」を結成し、アルバム『Casa』を発表。このトリオとしての活動、および坂本がこれまで自身の音楽にボサノヴァを取り入れてきたことなどが評価され、翌2002年、日本とブラジルの友好に寄与したとして、ブラジル政府よりリオ・ブランコ国家勲章「カヴァレイロ位」を授与される。
2003年には、この年4月にオープンした六本木ヒルズのテーマソング「the land song-music for Artelligent City」を発表。小林武史、桜井和寿らと非営利組織「ap bank」を設立。
2006年11月6日、エイベックスと新レーベル「commmons」を共同設立。この年、矢野と離婚。
2007年3月10日-5月28日、高谷史郎と共に、オペラ「LIFE」をベースにしたインスタレーション作品「LIFE - fluid, invisible, inaudible ...」を山口情報芸術センターにて展示。3月10日にはオープニング・コンサートを行った。9月15日-11月4日、東京のNTTインターコミュニケーション・センターでも展示。9月15日には、浅田彰、中沢新一を交えてのアーティスト・トークに加え、オープニング・コンサートを行った。この年は細野晴臣と高橋幸宏との活動が活発になる。2月にキリンラガービールのCMにYMOとして出演。同時に「RYDEEN 79/07」をリリース。5月19日には「ヒューマン・オーディオ・スポンジ」（HAS）としてチャリティーライブを行う。さらに7月7日には「ライブ・アース」にYMOとして出演。8月22日には「HASYMO（ハシモ）」名義で新曲「RESCUE」をリリース。
2009年7月16日、芸術家として文化の多様性を豊かにしたことなどが評価され、フランス政府から芸術文化勲章「オフィシエ」を授与された。
2010年3月12日、芸術分野での優れた業績を評価され、文化庁より芸術選奨「大衆芸能部門」の文部科学大臣賞を授与された。
2012年、東日本大震災における原発事故の後の脱原発に向けたデモ活動に対してニューヨークから駆け付けて参加する中で、「たかが電気のために命を危険に晒してはいけない」と発言して物議を醸す。この発言の全文は、原発に頼らない電力供給を呼びかけたものだった。その後、自身も呼びかけ人を務める「『さようなら原発』一千万人署名市民の会」から「音楽のイベントができないか」という相談を受けたため、脱原発をテーマにしたロック・フェスティバルである「NO NUKES」を企画してシリーズ化し、2019年までほぼ毎年開催した。
2012年11月23日、アジア太平洋映画賞国際映画製作者連盟賞を受賞。
2013年2月8日、米カリフォルニア大バークレー校日本研究センターから「バークレー日本賞」を授与された。オリエンタリズムを感じさせる作風と初期の作品に見られた現代音楽の手法を用いた斬新さ、独特の風貌と知的な発言が固有の存在感を生み、多くのファンを獲得。これまでに映画やCMにも多数出演している。同年、「第70回ヴェネツィア国際映画祭」のコンペティションの審査員を務める。
2014年、札幌国際芸術祭のゲストディレクターに就任。

### 闘病
2014年7月10日、所属事務所エイベックス・ミュージック・クリエイティヴから中咽頭癌であること、療養に専念するためにコンサート活動などを中止する旨が発表された。かつてはインタビューなどで度々自身の健康状態や体力に自信を表しており、コンサート等公演スケジュールを自身の健康に起因する理由でキャンセルしたことがなかった。
2015年8月2日、映画『母と暮せば』（監督・山田洋次、主演・吉永小百合、2015年12月12日公開）の音楽で仕事復帰。本作で第70回毎日映画コンクール・音楽賞を受賞。
2016年、第25回モンブラン国際文化賞を受賞。
2017年11月4日、自身のドキュメンタリー映画、『Ryuichi Sakamoto: CODA』が公開される。スティーブン・ノムラ・シブル監督によるもので、第74回ヴェネツィア国際映画祭アウト・オブ・コンペティション部門正式出品作品になった。
2018年、1月27日自身のライヴの様子を収録した映画「坂本龍一 PERFORMANCE IN NEW YORK: async」を公開。2月15日開催の「第68回ベルリン国際映画祭」で、コンペティション部門の審査員6名に選ばれる。
2021年1月21日、2020年6月にニューヨークにてがんの診断を受け、直腸がんおよび転移巣の手術を受けたことを公式サイトで発表した。手術は20時間にも及び、発表後も転移した肺の摘出手術など6度に渡る手術が行われた。音楽活動再開に向けて入院治療に専念しつつ、『新潮』2022年7月号より「ぼくはあと何回、満月を見るだろう」の連載を開始した。
2022年3月26日、東京・サントリーホールで行われた東北復興支援プロジェクト『東北ユースオーケストラ演奏会2022』に登場。『東北ユースオーケストラ』は、東日本大震災を体験した小学生から大学生までの若者で構成され2016年から2019年までに公演を定期的に行っていたが、2020年以降はコロナ禍のためコンサートは中止になっていたため、坂本とともに3年ぶりの公演であり、最後の公の場での生演奏であった。坂本は新曲『いま時間が傾いて』を初演。坂本がピアノ演奏を行う中で吉永小百合による詩の朗読も行われた。
2022年6月、がんの「ステージ4」であり、両肺に転移したがん摘出手術を前年10、12月に受けたことなどを明かした。
同年9月中旬、NHK放送センターの509スタジオにて、ピアノのソロ演奏の撮影が行われた。長期の闘病生活で体力が落ちてしまい長時間のコンサートをやり切るのが難しくなったことから、1日数曲ずつの演奏を撮影・編集しコンサート形式に仕立てることとなった。映像化に当たっては、前述の女性マネージャーとの間の子供（次男）である、映像作家の空音央が監督を務めた。その映像は同年12月11日、オンラインコンサート「Ryuichi Sakamoto: Playing the Piano 2022」として世界配信され、最後の公の場になった。

### 死去
2023年3月28日午前4時32分、直腸がんのため、東京都内の病院で死去した。71歳没。
訃報は同年4月1日午前、共同通信の配信記事で明らかになった。また、4月2日夜、本人の公式Xおよび所属事務所によるリリースで公表された。所属事務所によれば「がんの治療を受けながらも、体調の良い日は自宅内のスタジオで創作活動をつづけ、最期まで音楽と共にある日々でした」としており、既に葬儀は近親者で執り行われている。所属事務所のコメントは、坂本が好んだ一節「Ars longa, vita brevis　芸術は長く、人生は短し」で締められた。公式Instagramアカウントでは、生没年月日と朽ちて壊れたピアノと暗闇が繰り返しフェードインする動画がトップに固定されて投稿された。
苦しい闘病の中でも、亡くなる2日前の3月26日には自身が代表・監督を務める「東北ユースオーケストラ」の演奏会をオンラインで視聴し、終演後に出演者に向けて「Superb! Bravissimo（拍手×5）素晴らしかった!!　よかったです。みんなありがとう（拍手×3）お疲れ様でした♪」とのメッセージを送っていた。同年3月29日に配信された共同通信の書面インタビューでは「音楽制作も難しいほど気力・体力ともに減衰しています。残念ながら手紙を送る以上の発信や行動は難しい」と現状を明かしていたが、この記事が配信された時点で既に死去していた。
死去から約1年後となる2024年4月7日に放送された「Last Days 坂本龍一 最期の日々」（NHK総合）にて、死去に至るまでの克明な状況が遺族の撮影・取材協力のもと放送されたが、それによると、東京の居宅にて療養中の2023年3月20日深夜、発熱及び呼吸困難（血中酸素濃度が60～70台にまで低下）により救急搬送されたものの快方に向かう事はないまま治療行為を断念し、同24日に本人からターミナルケア（緩和ケア）を病院に依頼した。翌25日に4人の子供と病院で（長男のみ海外在住のためオンラインにて）生涯最後となる対面を果たし、26日に前述の東北ユースオーケストラ演奏会をオンラインで観賞した。27日には意識低下し昏睡状態に陥るも、臨終の1時間前には意識がない状態の中で右手がピアノを弾くかの如く動いていたとのことである（そのシーンは映像でも公開された）。
「世界のサカモト」と呼ばれた坂本の訃報は、イギリス・BBC、アメリカ・CNN、フランス・AFP通信、韓国・聯合ニュース、中国のネットメディアなどで速報で伝えられた。また、世界中の著名人のWebサイトやSNSアカウントで追悼文が公開された。
2023年4月2日、活動限界を迎える直前までコンピューターで制作し続けた「神山まるごと高等専門学校」の校歌が、未完成ながらも入学者や出席者に対して披露された。生前、坂本自身も未完成の作品の発表をためらっていたが「新入生を祝福するため」として了承していた。この校歌が生前最後の作曲となった。その後、坂本の生前の意思に基づき、網守将平が編曲を担当。同年8月10日に、完成した校歌「KAMIYAMA」が同校公式Webサイトで公開された。
2023年4月3日1時29分、たった2ヵ月の間にYMOで唯一の存命者となった細野晴臣は、高橋幸宏が亡くなった時に坂本龍一が行った追悼の方法と同じく、SNSで無地の灰色の画像を投稿して追悼した。

### 死後
2023年4月14日、新宿ミラノ座の跡地に坂本龍一監修の109シネマズプレミアム新宿が開業した。館内BGMは3曲が坂本龍一作曲で、全シアターには坂本が認めた最高の音響設備のみを採用した「SAION -SR EDITION-」が導入され、一部シアターには坂本の希望で稀少な35mmフィルム映写機も導入されている。坂本にとって新宿は思い出深い地であり、1960年代後半の東京都立新宿高等学校在学中に好んで新宿中の映画館で上映作品の傾向を調べて映画を鑑賞するほどの映画マニアで、他にも「事前に調べた新宿のジャズ喫茶約30軒を1ヶ月かけて全部廻る」などして後の活動の基盤となる文化的素養を得ていたが、新宿の文化的発展を願い自身が監修した映画館に行くことは出来なかった。
同年5月17日、音楽（新曲2曲、既成曲5曲）を担当した日本映画『怪物』が第76回カンヌ国際映画祭で上映される。同作品は脚本賞とクィア・パルム賞を受賞した。
同年9月、前年配信のオンラインコンサートが劇場映画『Ryuichi Sakamoto | Opus』として全国公開された。
同年、第65回日本レコード大賞特別功労賞を受賞した。
2024年1月、第47回日本アカデミー賞会長特別賞と優秀音楽賞を贈賞された。
同年3月、第96回アカデミー賞の逝去した映画関係者を讃えるイン・メモリアム（In memoriam）のコーナーで追悼された。
同年4月17日、NexTone Award 2024で特別功労賞を受賞。
2025年2月開催の第67回グラミー賞で、最期のピアノ・ソロ・コンサートを収録したアルバム『Opus』が、最優秀ニューエイジ、アンビエント、チャント・アルバム賞にノミネートされた。

## 人物

### 音楽活動

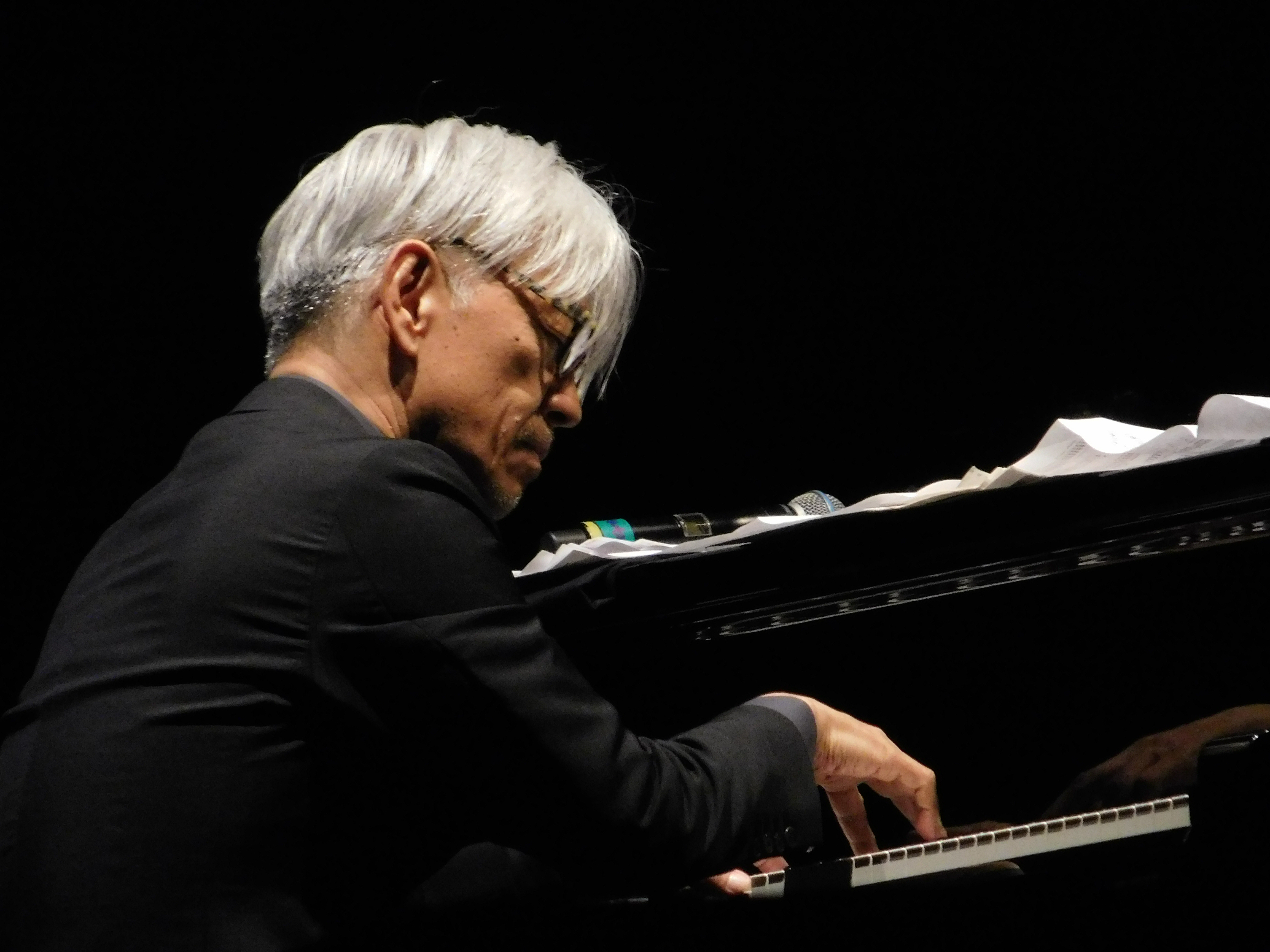
ピアノを演奏する坂本（2017年）

坂本のピアノ曲集『Avec Piano』に寄せられた解説文の中で音楽評論家の秋山邦晴は「なかなかピアノも巧い」と評している。デビュー作『千のナイフ』では現代音楽の高橋悠治との連弾を行っている。加藤登紀子が坂本のピアノの演奏技術に感嘆し、それを本人に伝えた際に坂本は「18歳の頃の僕はもっとすごかった」と答えたという。フランツ・リストの難曲ラ・カンパネラを藝大入学以前に、初見で弾きこなしたとも坂本本人は発言している。
音楽を担当した映画『ラストエンペラー』で、アカデミー作曲賞をデヴィッド・バーン・蘇聡と共同受賞した際には、『フライデー』（講談社の写真週刊誌）で「この賞を受賞したことよりもこれから仕事を選べるという点のみで今回の受賞は悦ばしい」とコメント。活動の拠点をアメリカに移したのも「日本という小さなマーケットでCDを100万枚売るよりも、世界の10カ国からそれぞれ10万枚ずつCDを売るほうが作品のクオリティーを落とさないで済む」と後に雑誌『GOETHE』（幻冬舎）で述べている。
現代音楽への進出は、原田力男の推薦にもかかわらず成功しなかった。現代音楽界を狭い世界と捉え、その中で活動することを嫌ったとの本人コメントがある。社会的成功を確実にした後、神奈川県内のクラシック音楽専用のホールで個展を行い、芸大在学中に作曲した曲を中心に数作品が高橋アキ等によって演奏された。YMO散開後の1984年、『題名のない音楽会』（テレビ朝日）においてオーケストラ曲「反復と旋」が一部割愛ながらも世界初演される。この作品は芸大大学院の修士論文として提出された作品で、未発表のまま芸大に保管されていた。
学生時代にヤニス・クセナキスの作曲法を取り入れようとしたが、数学が苦手なために挫折した。太田出版から出された『坂本龍一・音楽史』に、その試行の膨大なメモが掲載されている。
坂本は国内のアンダーグラウンドシーンにも接近した。ニューヨーク帰りの東京のパンクバンドフリクションのファーストアルバムをプロデュース、関西の女性パンクボーカリストPhewのソロデビューシングルでのコラボレーション、山崎春美の音楽プロジェクトTACOへの参加などが挙げられる。しかし、TACOでの過激な楽曲提供はともかく、フリクションのアルバムはメンバー・ファン共に「ライブでの緊張感・硬質感が再現されていない」と不評を買い、Phewも「（坂本は）仕事は速いがセンスは悪い」と評判は芳しくない。
国外ではNO NEW YORKで一際存在感を放っていたアート・リンゼイとの親交が有名である。DNAの頃のアートと初めて出会ったときは一方的に敵意を向けられて満足に言葉を交わすことができなかったが、その後坂本が自身のソロアルバムへの参加をオファーした際に快諾し、以後現在まで坂本の活動に欠かせない人物となった。
J-WAVEで2004年に放送された番組『ゆく都市くる都市・新春放談』では、細野晴臣、高橋幸宏との対談で、リズム隊出身の両者に対し、坂本自身はリズムトラックの構成にコンプレックスがあると告白した。対して細野は「教授の作品を聴いて特にリズムが弱いと思ったことは無かった」と語り、少々意外な発言だったようである。
コンサートではほとんど年齢制限を設けたことがなく「0歳児でも入場可」をポリシーとしている。しかし2007年5月12日「坂本龍一プロデュース公演/ロハスクラシック・コンサート2007」の会場となったbunkamuraオーチャードホールでは、子供の泣き声が数か所から上がり、第二部開演前に坂本から「0歳児でもOKというのをポリシーにしていますが、純粋に音楽を楽しみに来ている方もおられるでしょうから、常識的なところで、例えばロビーへ行ってあやすなど臨機応変に対応をしてください」と照れながらのアナウンスがあった。
過去にアニメ監督の高畑勲監督から音楽を頼まれたことがあったが、作った音楽があまりにも暗すぎ、解雇されてしまった。
歌はうまくないと自認している。『ダウンタウンのごっつええ感じ』（フジテレビ）に出演した際、「君に、胸キュン。」を歌ったら浜田雅功にツッコまれてしまったほどである。坂本自身がボーカルを執った楽曲は極めて少ないが『左うでの夢』『ビューティ』『SMOOCHY』のように、あえて坂本のボーカルを前面に押し出して製作されたアルバムもある。「歌はうまさじゃなく声色、ヘタでも自己表現としては音楽の中で最高のもの」という自身の発言がある。
幅広い音楽ジャンルを分析し、自身の作品に反映しているが、カントリー・ミュージックとハワイアンだけはなじめないと発言していたが、近年どちらも聴けるようになりハワイアンに関しては「現地に行った際に大好きになった」とのこと。
「今夜はブギー・バック」リリース当時「ハマった」と言ってミュージシャン小沢健二と対談もしている。ZERO-LANDMINE企画時には日本のビジュアル系と称されるアーティストたちとも共演したり、YMOチルドレンのLUNA SEAのSUGIZOのソロ・アルバムにピアノで参加したこともある。クラシックからダウンタウンのプロデュースに至るまで、いずれもジャンルの垣根を越え音楽を聴き、解析し、プロデュースすることのできる自身の才能について「自分は音楽の鉄人だと思う。（発表されている作品には）いろいろなスタイルの音楽がありますが、全部僕のものですから、安心して下さい」と発言している。
若い頃は古典芸能や工芸などの日本の古典的文化を「戦前のナショナリズムの象徴」として否定的に考えていたが、海外移住や年齢を重ねたこともあって、近年はそれらに対しての関心が強くなり、そうした日本の古典的文化を積極的に学ぶようになったという。

### 思想・社会活動

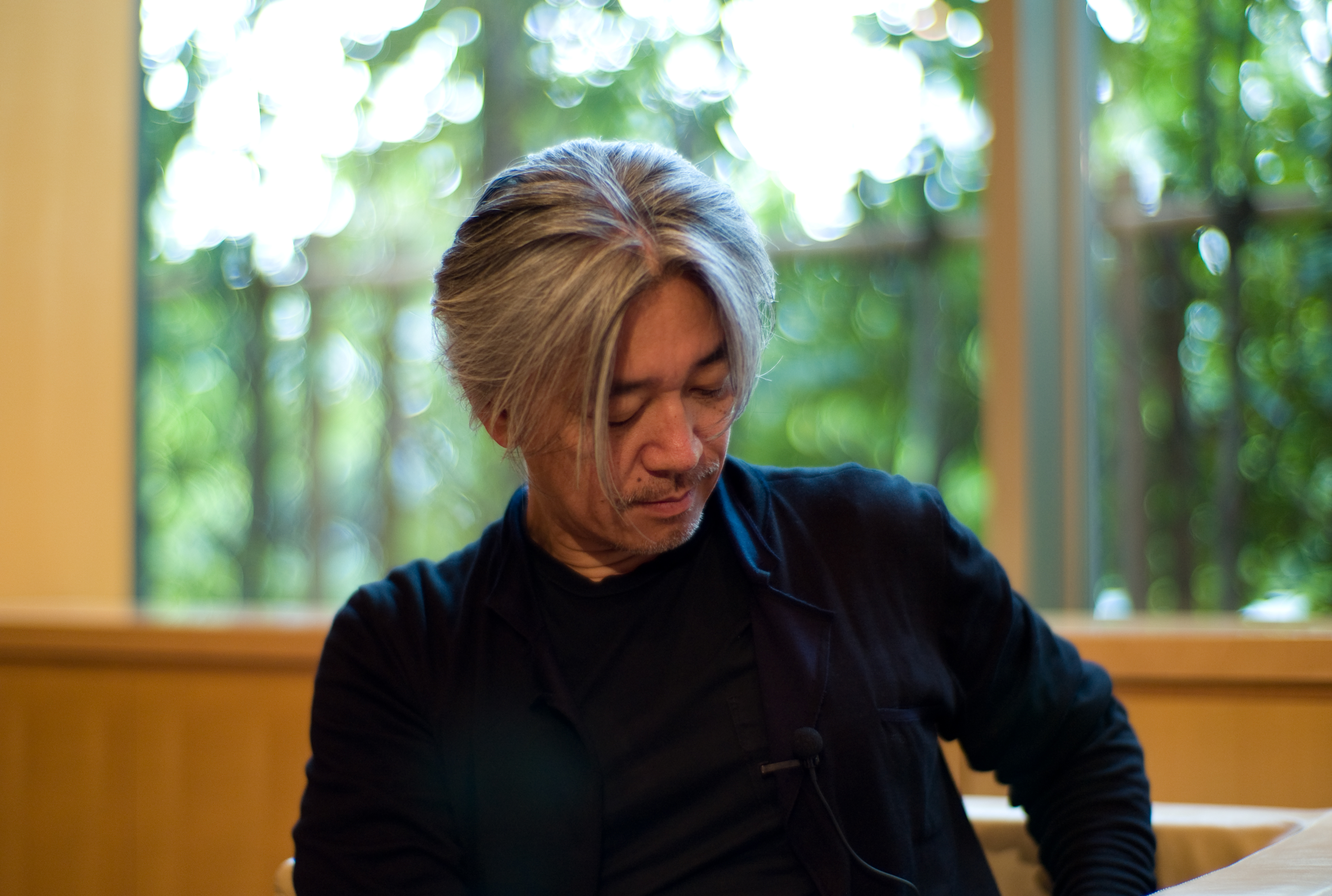
坂本（2007年）

政治思想に関しての発言や、社会運動家としての活動も多い。新宿高校時代には学生運動に関わり、塩崎恭久と馬場憲治の3人でバリケード封鎖を決行した。大学時代には武満徹を批判するビラを配ったこともあった。これについて坂本は、当時の自分は生意気で、それに対し武満はエスタブリッシュされた作曲家であり、その日本的な情緒が目障りだったからと、武満の没後に語っている。また、鈴木邦男との対談では、「若い頃は日本の楽器とかが嫌でそれを使っていた武満さんに反抗心を抱いてしまった」とも語っている。批判された武満は、逆に坂本に「このビラ撒いたの君？」と語ったという。このことは、同じく鈴木邦男との対談では、30分くらい話し合ったと語り、のちに坂本が何人かでコンサートをやった後、偶然バーで武満と会った時には武満から「ビラのときの子ね。君、いい耳持ってるね。」と言われ、うれしかったという。武満はそのコンサートの観客の中の1人であり、その後は名前を覚えてもらったという。武満はその後、坂本が作曲した「戦場のメリークリスマス」を、高く評価している。さらに坂本によるとニューヨークでも会ったことがあり喫茶店で「いつか一緒に仕事しましょう」と約束したという。坂本は武満の没後、武満が晩年完成を目指していたオペラからインスパイアされた曲「Opus」を作曲する（アルバム『BTTB』所収）。さらには自作のオペラ『LIFE』を完成させるなど、武満のことを意識している。概して、若い頃は退廃的な考えを持っていたようだが、野口晴哉の著書『風邪の効用』やオペラ『LIFE』の製作のための取材等の影響で、健康的、生命的な考えへと変わっていった。作家や思想家など知識人との交流も深く、作品に影響が及ぶこともしばしばである（#関連項目・人物参照）。
東京藝術大学一年生だった1970年11月25日、作家三島由紀夫が、新宿市ヶ谷で割腹自殺を遂げた（三島事件）ことを知った坂本は、遺体が移された牛込警察署に押し掛けた。坂本によると「作家としての三島をとても尊敬していた。彼は右翼、僕は過激な左翼でしたが、右も左も過激になると似て来るところがあるのでしょうか。」という。
小室哲哉とは「クリエイティブな少数派に向けた作風」を追求する坂本と「メジャーでスターになるための方法論」を追求する小室、インターネットでのファンに対するアプローチの方針の違いからして、小室曰く「お互い中和しない関係」と称しつつも、「何をどうするかが絶対に違うけど、無いものねだりながらもお互いに無いものを求めている」「誤解されるのを承知で言えばホモセクシャルな感覚を持っていて会うと安心できる」と話している。反面小室は「芸術家であり、その方面では未だに何一つ彼との差は縮まっていない」と賛美と嫉妬を込めた発言をしていて、坂本もいち早くダウンタウンを音楽への道に引き入れる小室の発想力とバイタリティに「横取りしやがって…」と反発心を覚えていた。
1997年ごろから日本における音楽著作権の取り扱いについて、JASRACが独占して管理すること、および権利の信託が包括的にしか行えないことに対してこれを改めるようJASRACおよび文化庁に対して働きかけを行った。MAA（メディア・アーティスト・アソシエイション）設立。1999年制作のオペラ『LIFE』あたりから環境・平和問題に言及することも多くなり、地雷除去活動を支援するためのチャリティーソングとしてGLAY、Mr.Children、DREAMS COME TRUE、DJ KRUSHらを迎えて制作した『ZERO LANDMINE』やアメリカ同時多発テロ事件をきっかけとした論考集『非戦』を発表している。
2004年には音楽評論家高橋健太郎やピーター・バラカンらの呼び掛けに応じて共同声明「私たち音楽関係者は、著作権法改定による輸入CD規制に反対します」に名を連ね、国会で審議されていた音楽レコードの還流防止措置（レコード輸入権）に反対を表明した。
2006年2月には、PSE問題に絡み、松武秀樹、椎名和夫とともに2006年4月に本格的に施行される電気用品安全法（PSE法）に反対する署名を募集。経済産業省がマークなしの販売を条件付きながら認めるなど、一定の成果を得た。同年5月にはShing02、クリスチャン・フェネスらとともに青森県六ヶ所村の核再処理施設に反対し、この問題をアート作品の共有と拡散という手法を使って内外に周知するプロジェクトSTOP ROKKASHOをスタートし、河野太郎、保坂展人らの政治家、小室哲哉らのミュージシャンからも賛同を得ている。
2007年7月16日に起きた新潟県中越沖地震で柏崎刈羽原子力発電所が被害を受けたことに応じて「おやすみなさい、柏崎刈羽原発」という運動を始めた。東日本大震災後も原発を批判する旨の意見を度々述べている。
2012年1月11日には、自身が代表を務める森林保全団体 more trees による被災地支援プロジェクト「LIFE311」と、サイバーエージェントのソーシャルゲームピグライフと連携する連動企画『LIFE311×ピグライフ』を期間限定(3月31日まで)で立ち上げた。なお、ピグライフに設置された特設エリアには坂本も登場している。

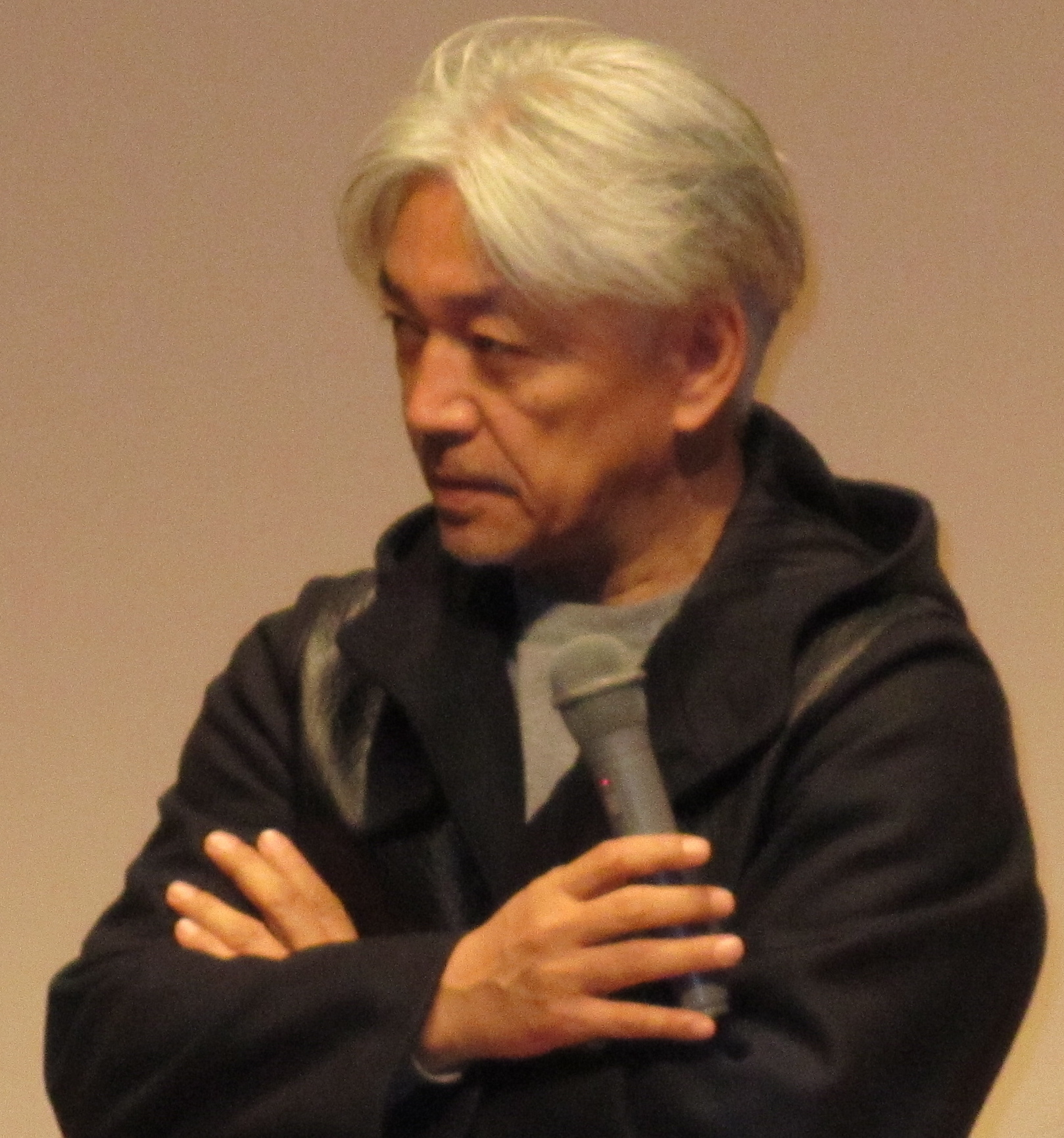
IWJ主催シンポジウムで演説中の坂本龍一

憲法9条の改正に強く反対しており、選択的夫婦別姓制度導入にも賛同する。
数多くのチャリティーコンサートを実施、無償での被災地の幼稚園・小・中・高校に対し、楽器関連の復興支援を行うための『こどもの音楽再生基金』、被災地支援参加型プロジェクト『kizunaworld.org』、先述の被災地支援プロジェクト『LIFE311』など、様々な側面から復興支援に尽力した。2012年5月1日、日本財団により、伊勢谷友介、EXILE、加藤登紀子、小林幸子、コロッケ、サンドウィッチマン、杉良太郎、伍代夏子、中村雅俊、はるな愛らと共に「被災地で活動した芸能人ベストサポート」に選出され、表彰されている。
2015年には、安倍晋三内閣総理大臣の進める集団自衛権や改憲について、デモにも参加するなど批判している。
2016年、沖縄における米軍属に対する「元海兵隊員による残虐な蛮行を糾弾！被害者を追悼し海兵隊の撤退を求める県民大会」に向けて「沖縄だけに痛み、苦痛と侮辱を何十年もおしつけておくべきではない。もうたくさんだ。基地、米軍、武力が必要なら日本人の全てが等しく背負うべきだ」とのメッセージを寄せた。
自身の政治的な言動が批判されることについては「音楽家だけど、余計な口を出してしまうから。音楽家は音楽だけやっていろ、とインターネットで言われているらしいということも知っています。これは言わないと、というときだけ選んでいるつもりですけれど、発言するから偉いとも思ってません。でも音楽だけやればいいとも思わない。普通の人が口出すのが民主主義でしょ。職業に関係なく誰もが声を出せる社会じゃないとダメだと思うんです」といった考えを述べている。
2021年、小山田圭吾が、東京オリンピック・パラリンピック開会式音楽スタッフ就任に端を発する過去の雑誌インタビュー記事や、同記事をめぐる報道（詳細は小山田圭吾を参照）に謝罪の文を公式サイトに寄稿。坂本は「読みながら少し泣けてしまった。なかなかこれほど真摯な文章は書けるものじゃない。よほど自分の心の中を曇りなく隅々まで見ないと」と私見を述べ、「今後どんな音楽が生まれてくるのか、気長に待ってます」とつづった。
最晩年となった2023年3月上旬には明治神宮外苑地区の再開発の見直しを求める手紙を、小池百合子東京都知事、永岡桂子文部科学大臣、都倉俊一文化庁長官、吉住健一新宿区長、武井雅昭港区長の5名に送り、「100年かけて守り育ててきた樹々を犠牲にすべきではない」「樹々は差別なく万人に恩恵をもたらすが、開発は一部の既得権者と富裕層だけに恩恵をもたらす」などと訴えたが、認可を出した小池百合子東京都知事から「事業者の明治神宮にも手紙を送られた方がいいじゃないでしょうか」と一蹴されている。一方で、坂本は「単に無理やりなんでも反対だという事ではなく、色々な事情があるのはわかっているが、それでも一つずつ解決して何か別の方法が考えられるのではないか？という話がしたいのです」とも語っている。

### 人柄
若い頃について坂本は「YMOで大ブレイクして、30歳代半ばまではまさに人生の絶頂期で、遅刻やすっぽかしもしょっちゅうだった。運転手が気に入らないとすぐに殴ったり蹴ったりした。今思えばとんでもないことであり、私の理不尽な暴行に耐え切れず辞めていった運転手の人たちには申し訳ないと思っている。子供の頃、体格がよかったこともあって、力ずくで意思を通すことをあまりためらわない性格に育っていた。」などと述べている。
YMO結成当初の紙面上のインタビューで、同時期に活動を開始していたP-MODELに関して坂本が吐いた発言により、当時のP-MODELファンの間で「YMO不買運動」が起こるなどの因縁が生まれた。
糸井重里との対談で坂本は「自分の生活を露出させる人は、他人に対して無遠慮だ」と非難し、「ジャージをはいてる人が嫌い。ジャージはその人の生活を完全に感じさせるものだからそんな格好して、外に出てくるな」、「学生の時に、学生食堂で一人でご飯をきちんと食べてる男の人を見ると、すごく不愉快だった」などと述べている。

## 家族・親族
坂本家は福岡県三奈木村の坂の下（現・朝倉市）の出で、江戸時代に足軽として黒田家に仕えた。明治に入ると苦しい生活を強いられたため、坂本龍一の曽祖父・坂本兼吉は明治の中頃に甘木町に移住し、「料理坂本」を始めた。坂本龍一の祖父・坂本昇太郎は坂本兼吉の長男として生まれ、22歳でタカという女性と結婚、長男が坂本龍一の父・一亀である。坂本昇太郎は興行を取り仕切る父の影響もあり、芸事が好きで、芝居小屋「甘木劇場」の経営主をつとめ、後に福岡の生命保険会社に就職した。
母方の祖父下村彌一は長崎県諫早市の小さな農家に生まれ、苦学して第五高等学校と京都帝国大学に学んだ。第五高等学校では後に首相となった池田勇人が同級生におり、ともに京都帝国大学へ進学して、生涯の親友として交流した。大学卒業後は共保生命保険に就職、実業家として共保生命取締役、東亜国内航空会長などを歴任。母方の叔父（母の弟）下村由一（1931 - ）は歴史学者で、千葉大学名誉教授。
東京芸術大学2年のときに2歳年上の女性と結婚し、長女ができたが離婚する。歌手の坂本美雨はシンガーソングライターの矢野顕子との間に生まれた娘で、坂本にとっては次女。また、矢野と別居後には事務所の女性マネージャーと事実婚の状態にあり、その女性との間に生まれた息子（坂本にとっては長男）が映像作家の「空音央」である。

## 出版活動
1984年から1989年まで「本本堂」という個人出版社を持ち、自身の著書を中心に、独自の出版活動を行った。1984年に<週刊本>シリーズで刊行された『本本堂未刊行図書目録』（朝日出版社）も話題となった。その本で予告されたのは、浅田彰著/井上嗣也装幀『煉獄論あるいはゴダール・スペシャル』、南方熊楠著/井上嗣也装幀『男色と免疫疾患』、赤瀬川原平装幀『糸井重里児童文学全集』、武邑光裕編/細野晴臣装幀『往復書簡 ウィリアム・バロウズ-出口王仁三郎』、中沢新一構成/坂本龍一ピアノ/日比野克彦装幀『グルジェフ体操カセットブック』などの、50冊であった。
本本堂から、実際に刊行された書籍は以下の通り。
- 長電話 高橋悠治・坂本龍一 本本堂、1984年5月
- 水牛楽団 休業 [録音資料] 浅田彰+坂本龍一編 本本堂、1984年10月
- 音楽図鑑 坂本龍一 本本堂、1985年6月
- 未来派2009 坂本龍一+細川周平監修 本本堂、1986年4月
- 写真集『ラストエンペラー』 坂本龍一編 本本堂、1988年4月
- キリコのコリクツ 玖保キリコ 本本堂、1989年4月

## 「教授」という愛称
- 一般に「教授」という愛称で広く親しまれている。命名者は高橋幸宏。
  - 高橋がテレビ番組で語ったところによると、坂本と高橋が初めて会った時、坂本が東京芸術大学の大学院生だと聞いた高橋が驚いて、「大学教授にでもなるの?」と尋ねたことがきっかけのようだ（ライブでたどたどしい口調で司会をする様子がいかにも芸大生風だったという説もある）。『イエロー・マジック・オーケストラ』（アスペクト）には坂本が大学院生であることを知った高橋が「じゃあ、プロフェッサーだから『教授』」と名付けたとある。イエロー・マジック・オーケストラ結成直後に『ニューミュージック・マガジン』（現『ミュージック・マガジン』、ミュージック・マガジン）から取材を受けた時にはすでに「教授」の愛称が使われている（同誌1978年10月号）。
- 「教授」と呼ばれる前は、当時の坂本の無頼派な風貌が野球漫画『あぶさん』の主人公である景浦安武に似ていることから「あぶ」と呼ばれていた。細野晴臣が漫画好きで、高校時代の友人である西岸良平が『ビッグコミックオリジナル』で連載していたため、同誌で連載していた『あぶさん』も読んでいたからだが、「ある日、ノヴさんが『どんなお酒が好き?』と聞かれ、教授は『アブサン』（=スイスが発祥のお酒）と答えました。それで『じゃあ、今日から君はアブサンね』となり、そう呼ばれていました。」（土屋昌巳）という説もある。
- 2014年より母校である東京芸術大学において、客員教授を務めた。

## ディスコグラフィ

### シングル
|                                            | 発売日           | タイトル                       | 規格                    | 規格品番         |
| アルファレコード                           | アルファレコード | アルファレコード               | アルファレコード        | アルファレコード |
| ------------------------------------------ | ---------------- | ------------------------------ | ----------------------- | ---------------- |
| 1st                                        | 1980年7月21日    | WAR HEAD                       | EP                      | ALR-901          |
| 2nd                                        | 1981年4月21日    | フロントライン                 | EP                      | ALR-730          |
| MIDI / SCHOOL                              |                  |                                |                         |                  |
| 3rd                                        | 1985年9月5日     | ステッピン・イントゥ・エイジア | EP                      | MIS-8            |
| 3rd                                        | 1985年9月5日     | ステッピン・イントゥ・エイジア | EP (ピクチャーレーベル) | MIPS-1           |
| 4th                                        | 1986年3月21日    | G.T.                           | EP                      | MIS-11           |
| 5th                                        | 1987年9月15日    | ビハインド・ザ・マスク         | 12インチシングル        | MIS-507          |
| 5th                                        | 1987年9月15日    | ビハインド・ザ・マスク         | Maxi                    | MID-507          |
| 5th                                        | 1991年8月21日    | ビハインド・ザ・マスク+3       | Maxi                    | MDC3-1071        |
| CBS・ソニー / TERRAPIN                     |                  |                                |                         |                  |
| 6th                                        | 1987年7月1日     | RISKY                          | EP                      | 07SH-1949        |
| 6th                                        | 1987年10月21日   | RISKY (Extended Version)       | 12インチシングル        | 12AH-2251        |
| 6th                                        | 1988年3月5日     | RISKY                          | CDV                     | 24VH-2009        |
| ヴァージン・ジャパン                       |                  |                                |                         |                  |
| 7th                                        | 1989年7月5日     | アンドゥ#1                     | Maxi                    | VJCP-15554       |
| 8th                                        | 1990年2月21日    | ユー・ドゥ・ミー               | Maxi                    | VJCP-1404        |
| 9th                                        | 1990年12月5日    | ウィ・ラヴ・ユー               | Maxi                    | VJCP-1417        |
| 10th                                       | 1991年10月21日   | Sayonara                       | 8cmCD                   | VJDP-10170       |
| FOR LIFE / güt                             |                  |                                |                         |                  |
| 11th                                       | 1996年8月21日    | 08/21/1996                     | Maxi                    | FLCG-3022        |
| タワーレコード / güt bounce                |                  |                                |                         |                  |
| 12th                                       | 1997年1月1日     | El Mar Mediterrani             | Maxi                    | GTBC-0004        |
| ワーナーミュージック・ジャパン / WEA Japan |                  |                                |                         |                  |
| 13th                                       | 1999年5月26日    | ウラBTTB                       | Maxi                    | WPC6-10022       |
| 13th                                       | 1999年9月12日    | ウラBTTB                       | 12インチシングル        | WPJ6-10022       |
| 14th                                       | 2000年5月17日    | LOST CHILD                     | Maxi                    | WPC6-10085       |
| ワーナーミュージック・ジャパン             |                  |                                |                         |                  |
| 15th                                       | 2004年1月21日    | アンダークールド               | Maxi                    | WPCL-70013       |
| commmons                                   |                  |                                |                         |                  |
| 16th                                       | 2008年3月19日    | koko                           | Maxi                    | RZCM-45844       |
| 17th                                       | 2009年4月15日    | nord                           | Maxi                    | RZC1-46206       |
| -                                          | 2014年           | TIMELESS PASSION               | Maxi                    |                  |

#### 海外限定シングル
1. Riot In Lagos（1980年）
2. Bamboo Houses / Bambo Music - David Sylvian & Ryuichi Sakamoto（1982年）-全英チャート30位[111]
3. Life In Japan（1983年）
4. Forbidden Colours - David Sylvian & Ryuichi Sakamoto（1983年）-全英チャート16位[32]
5. Field Work - Ryuich Sakamoto feat. Thomas Dolby (1985年）
6. Movin' on（1994年）
7. love & hate（1994年）
8. Anger/Grief（1998年）
9. prayer/salvation（1998年）

#### 配信限定シングル
1. 海の道（2006年）
2. aubade（2009年3月7日）
3. Ieta（2022年1月19日）

### アルバム

#### スタジオ・アルバム
|                                            | 発売日                       | タイトル                                               | 規格                                                            | 規格品番                     |
| 日本コロムビア / Better Days               | 日本コロムビア / Better Days | 日本コロムビア / Better Days                           | 日本コロムビア / Better Days                                    | 日本コロムビア / Better Days |
| ------------------------------------------ | ---------------------------- | ------------------------------------------------------ | --------------------------------------------------------------- | ---------------------------- |
| 1st                                        | 1978年10月25日               | 千のナイフ                                             | LP                                                              | YX-7586-ND                   |
| アルファレコード                           |                              |                                                        |                                                                 |                              |
| 2nd                                        | 1980年9月21日                | B-2ユニット                                            | LP                                                              | ALR-28003                    |
| 2nd                                        | 1980年9月21日                | B-2ユニット                                            | CT                                                              | ALC-28003                    |
| 3rd                                        | 1981年10月5日                | 左うでの夢                                             | LP                                                              | ALR-28025                    |
| 3rd                                        | 1981年10月5日                | 左うでの夢                                             | CT                                                              | ALC-28024                    |
| MIDI / SCHOOL                              |                              |                                                        |                                                                 |                              |
| 4th                                        | 1984年10月24日               | 音楽図鑑                                               | LP+EP                                                           | MIL-1001                     |
| 4th                                        | 1984年10月24日               | 音楽図鑑                                               | LP+12インチシングル                                             | MIL-1001                     |
| 4th                                        | 1984年10月24日               | 音楽図鑑                                               | CT                                                              | MIT-1001                     |
| 4th                                        | 1984年11月24日               | 音楽図鑑                                               | CD                                                              | MID-1001                     |
| 4th                                        | 1992年7月1日                 | 音楽図鑑完璧盤                                         | GOLD CD                                                         | MDCL-1243                    |
| 4th                                        | 2015年3月25日                | 音楽図鑑 -2015 Edition-                                | SHM-CD (初回完全限定生産盤)                                     | MDCL-5034                    |
| 5th                                        | 1985年10月5日                | エスペラント                                           | LP                                                              | MIL-1007                     |
| 5th                                        | 1985年10月5日                | エスペラント                                           | CT                                                              | MIT-1007                     |
| 5th                                        | 1985年10月5日                | エスペラント                                           | CD                                                              | 35MD-1007                    |
| 6th                                        | 1986年4月21日                | 未来派野郎                                             | LP                                                              | MIL-1015                     |
| 6th                                        | 1986年4月21日                | 未来派野郎                                             | CT                                                              | MIT-1015                     |
| 6th                                        | 1986年4月21日                | 未来派野郎                                             | CD                                                              | 35MD-1015                    |
| CBS・ソニー / TERRAPIN                     |                              |                                                        |                                                                 |                              |
| 7th                                        | 1987年7月1日                 | ネオ・ジオ                                             | LP                                                              | 28AH-2200                    |
| 7th                                        | 1987年7月1日                 | ネオ・ジオ                                             | CT                                                              | 28KH-2220                    |
| 7th                                        | 1987年7月1日                 | ネオ・ジオ                                             | CD                                                              | 32DH-700                     |
| ヴァージン・ジャパン                       |                              |                                                        |                                                                 |                              |
| 8th                                        | 1989年11月21日               | ビューティ                                             | LP                                                              | VJL-28203                    |
| 8th                                        | 1989年11月21日               | ビューティ                                             | CT                                                              | VJT-28211                    |
| 8th                                        | 1989年11月21日               | ビューティ                                             | CD                                                              | VJD-32235                    |
| 9th                                        | 1991年10月21日               | ハートビート                                           | CD                                                              | VJCP-30093                   |
| FOR LIFE / güt                             |                              |                                                        |                                                                 |                              |
| 10th                                       | 1994年6月17日                | スウィート・リヴェンジ                                 | CD                                                              | FLCG-3001                    |
| 10th                                       | 1994年6月17日                | スウィート・リヴェンジ                                 | CD+レコーディングノート (特別仕様完全限定盤)                    | FLCG-3002                    |
| 10th                                       | 1994年11月18日               | スウィート・リヴェンジ '94年末スペシャル・エディション | CD+レコーディングノート+グリーティングカード (特別仕様完全限定) | FLCG-3005                    |
| 11th                                       | 1995年10月20日               | スムーチー                                             | CD                                                              | FLCG-3014                    |
| 11th                                       | 1995年10月20日               | スムーチー                                             | CD+写真集 (特別仕様完全限定盤)                                  | FLCG-3015                    |
| 12th                                       | 1997年7月2日                 | DISCORD                                                | CD                                                              | FLCG-3028                    |
| ワーナーミュージック・ジャパン / WEA Japan |                              |                                                        |                                                                 |                              |
| 13th                                       | 1998年11月26日               | BTTB                                                   | CD+フロッピーディスク(演奏データ)+譜面 (初回生産完全限定盤)     | WPC6-8524                    |
| 13th                                       | 1999年2月24日                | BTTB                                                   | CD (通常盤)                                                     | WPC6-10010                   |
| 13th                                       | 2018年9月26日                | BTTB -20th Anniversary Edition-                        | CD                                                              | WPCL-12924                   |
| ワーナーミュージック・ジャパン             |                              |                                                        |                                                                 |                              |
| 14th                                       | 2004年2月25日                | キャズム                                               | CD                                                              | WPCL-10072                   |
| 14th                                       | 2004年3月24日                | キャズム                                               | LP                                                              | WQJL-10002                   |
| commmons                                   |                              |                                                        |                                                                 |                              |
| 15th                                       | 2009年3月4日                 | アウト・オブ・ノイズ                                   | CD (フルアートワーク盤)                                         | RZCM-46128                   |
| 15th                                       | 2009年3月4日                 | アウト・オブ・ノイズ                                   | CD (パッケージレス盤)                                           | RZCM-46129                   |
| 15th                                       | 2009年3月18日                | アウト・オブ・ノイズ                                   | LP                                                              | RR12-88544/5                 |
| 16th                                       | 2017年3月29日                | async                                                  | CD                                                              | RZCM-86314                   |
| 16th                                       | 2017年5月17日                | async                                                  | LP                                                              | RZJM-86312/3                 |
| 17th                                       | 2023年1月17日                | 12                                                     | CD                                                              | RZCM-77657                   |
| 17th                                       | 2023年1月17日                | 12                                                     | LP                                                              | RZJM-77655/6                 |

#### セルフカバー・アルバム
|                                | 発売日           | タイトル               | 規格             | 規格品番         |
| ロンドンレコード               | ロンドンレコード | ロンドンレコード       | ロンドンレコード | ロンドンレコード |
| ------------------------------ | ---------------- | ---------------------- | ---------------- | ---------------- |
| 1st                            | 1983年12月10日   | コーダ                 | LP               | L25N-1016        |
| 1st                            | 1983年12月10日   | コーダ                 | CT               | M25M-1016        |
| FOR LIFE / güt                 |                  |                        |                  |                  |
| 2nd                            | 1996年5月17日    | 1996                   | CD               | FLCG-3020        |
| 2nd                            | 1996年5月17日    | 1996                   | LP               | FLJG-9009        |
| ワーナーミュージック・ジャパン |                  |                        |                  |                  |
| 3rd                            | 2004年11月24日   | /04                    | CD               | WPCL-10136       |
| 4th                            | 2005年9月28日    | /05                    | CD               | WPCL-10222       |
| commmons                       |                  |                        |                  |                  |
| 5th                            | 2012年10月17日   | THREE                  | CD               | RZCM-59189       |
| Decca                          |                  |                        |                  |                  |
| -                              | 2013年           | Three - Deluxe Edition | CD+DVD           | 481 036-4        |

#### ライヴ・アルバム
|                                            | 発売日         | タイトル                                                              | 規格                | 規格品番      |
| MIDI / SCHOOL                              | MIDI / SCHOOL  | MIDI / SCHOOL                                                         | MIDI / SCHOOL       | MIDI / SCHOOL |
| ------------------------------------------ | -------------- | --------------------------------------------------------------------- | ------------------- | ------------- |
| 1st                                        | 1986年9月21日  | メディア・バーン・ライブ                                              | LP                  | MIL-4001/2    |
| 1st                                        | 1986年9月21日  | メディア・バーン・ライブ                                              | CD                  | MID-4001      |
| ヴァージン・ジャパン                       |                |                                                                       |                     |               |
| 2nd                                        | 1988年12月16日 | プレイング・ジ・オーケストラ                                          | CD                  | VJCP-36040/41 |
| FOR LIFE / güt                             |                |                                                                       |                     |               |
| 3rd                                        | 1995年1月20日  | “スウィート・リヴェンジ”ツアー1994                                    | CD                  | FLCG-3008     |
| ワーナーミュージック・ジャパン / WEA Japan |                |                                                                       |                     |               |
| 4th                                        | 1999年10月27日 | RAW LIFE OSAKA                                                        | CD (初回生産限定盤) | WPC6-10054/5  |
| 5th                                        | 1999年10月27日 | RAW LIFE TOKYO                                                        | CD (初回生産限定盤) | WPC6-10056/7  |
| Sony Classical                             |                |                                                                       |                     |               |
| -                                          | 2000年2月8日   | Cinemage                                                              | CD                  | SK-60780      |
| ワーナーミュージック・ジャパン / WEA Japan |                |                                                                       |                     |               |
| ‐                                          | 2000年2月23日  | AUDIO LIFE                                                            | CD                  | WPC6-10073/4  |
| 6th                                        | 2001年3月22日  | In The Lobby At G.E.H. In London                                      | CD                  | WPC6-10124    |
| commmons                                   |                |                                                                       |                     |               |
| 7th                                        | 2009年9月23日  | プレイング・ザ・ピアノ2009ジャパン                                    | CD                  | RZCM-46381/2  |
| 8th                                        | 2011年12月14日 | playing the piano usa 2010 / korea 2011 - ustream viewers selection - | CD                  | RZCM-59041    |
| 9th                                        | 2013年1月30日  | The best of THREE live in Japan & Korea                               | 音楽配信            |               |
| 10th                                       | 2013年12月11日 | Playing the Orchestra 2013                                            | CD                  | RZCM-59475    |
| 11th                                       | 2015年3月24日  | Playing the Orchestra 2014                                            | CD                  | RZCM-59835    |
| 12th                                       | 2021年12月12日 | Playing the Piano 12122020                                            | CD                  | RZCM-77479    |
| 13th                                       | 2024年12月11日 | Opus                                                                  | CD                  | RZCM-67100    |

#### ベスト・アルバム
|                                                   | 発売日           | タイトル                                            | 規格             | 規格品番         |
| アルファレコード                                  | アルファレコード | アルファレコード                                    | アルファレコード | アルファレコード |
| ------------------------------------------------- | ---------------- | --------------------------------------------------- | ---------------- | ---------------- |
| 1st                                               | 1982年           | 決定版 坂本龍一 ベストセレクション                  | CT               | ALC-30002        |
| MIDI                                              |                  |                                                     |                  |                  |
| 2nd                                               | 1989年9月22日    | グルッポ・ムジカーレ                                | CD               | 32MD-1046        |
| 2nd                                               | 1989年9月22日    | グルッポ・ムジカーレ                                | CT               | 30MT-1046        |
| 日本コロムビア                                    |                  |                                                     |                  |                  |
| 3rd                                               | 1992年12月21日   | Better Days Of RYUICHI SAKAMOTO                     | CD               | COCA-10561       |
| Virgin                                            |                  |                                                     |                  |                  |
| 4th                                               | 1993年3月31日    | ベスト・オブ・坂本龍一ヴァージン・トラックス        | CD               | VJCP-28160       |
| 5th                                               | 1993年3月31日    | ベスト・オブ・坂本龍一サウンドトラックス            | CD               | VJCP-28161       |
| MIDI                                              |                  |                                                     |                  |                  |
| 6th                                               | 1993年6月21日    | グルッポ・ムジカーレII                              | CD               | MDCL-1237        |
| 7th                                               | 1993年11月21日   | OPERA                                               | CD               | MDCL-1261        |
| -                                                 | 1993年11月21日   | WORKS OF R.SAKAMOTO/坂本龍一ベスト・セレクション    | CD               | FDCL-30276       |
| MESA                                              |                  |                                                     |                  |                  |
| -                                                 | 1994年           | Soundbytes                                          | CD               | R2 79075         |
| Virgin                                            |                  |                                                     |                  |                  |
| 8th                                               | 1998年3月28日    | ザ・グレイテスト                                    | CD               | VJCP-51051       |
| FOR LIFE / güt                                    |                  |                                                     |                  |                  |
| 9th                                               | 1998年4月22日    | the very best of güt years 1994-1997                | CD               | FLCG-3035        |
| 日本コロムビア                                    |                  |                                                     |                  |                  |
| 10th                                              | 1999年9月18日    | 坂本龍一の音楽〜Early Best Songs                    | CD               | COCP-30628       |
| FOR LIFE / güt                                    |                  |                                                     |                  |                  |
| 11th                                              | 2001年9月27日    | PURE BEST                                           | CD               | FLCF-3886        |
| ワーナーミュージック・ジャパン / WEA Japan        |                  |                                                     |                  |                  |
| 12th                                              | 2002年10月23日   | US                                                  | CD               | WPC6-10241/2     |
| 13th                                              | 2002年10月23日   | UF                                                  | CD               | WPC6-10243       |
| Sony Classical                                    |                  |                                                     |                  |                  |
| -                                                 | 2003年11月11日   | moto.tronic                                         | CD+DVD           | SNYC93044        |
| コロムビアミュージックエンタテインメント / J-room |                  |                                                     |                  |                  |
| 14th                                              | 2004年9月22日    | Chronological Collection 1978-1981 [Columbia Years] | CD               | COCB-53251/3     |

#### リミックス・アルバム
|                                            | 発売日           | タイトル                                                    | 規格             | 規格品番         |
| アルファレコード                           | アルファレコード | アルファレコード                                            | アルファレコード | アルファレコード |
| ------------------------------------------ | ---------------- | ----------------------------------------------------------- | ---------------- | ---------------- |
| 1st                                        | 1991年11月21日   | イン・ザ・ナインティーズ ザ・マーク・プラッティ・リミックス | CD               | ALCA-229         |
| ヴァージン・ジャパン                       |                  |                                                             |                  |                  |
| 2nd                                        | 1992年1月21日    | ハートビート〜リミクシーズ                                  | CD               | VJCP-14037       |
| FOR LIFE / güt                             |                  |                                                             |                  |                  |
| 3rd                                        | 1994年12月16日   | ハード・リヴェンジ                                          | CD               | FLCG-3006        |
| 4th                                        | 1996年3月21日    | スヌーティー                                                | CD               | FLCG-3006        |
| 5th                                        | 1999年2月24日    | DISCORD gütninja remixes                                    | CD               | FLCG-3041        |
| ワーナーミュージック・ジャパン / WEA Japan |                  |                                                             |                  |                  |
| -                                          | 1999年9月12日    | LIFE IN PROGRESS                                            | CD               | WPC6-10035/6     |
| -                                          | 2002年2月27日    | コミカ                                                      | CD               | WPC6-10194       |
| ワーナーミュージック・ジャパン             |                  |                                                             |                  |                  |
| 6th                                        | 2006年5月24日    | ブリコラージュ                                              | CD               | WPCL-10315       |
| commmons                                   |                  |                                                             |                  |                  |
| 7th                                        | 2017年12月13日   | ASYNC REMODELS                                              | CD               | RZCM-86410       |

#### トリビュートアルバム
|                  | 発売日           | タイトル                                                 | 規格             | 規格品番         |
| グリーンエナジー | グリーンエナジー | グリーンエナジー                                         | グリーンエナジー | グリーンエナジー |
| ---------------- | ---------------- | -------------------------------------------------------- | ---------------- | ---------------- |
| 1st              | 2005年5月10日    | music plans skmt tribute                                 | CD               | GECA-1106        |
| electric sheep   |                  |                                                          |                  |                  |
| 2nd              | 2012年1月17日    | Ryuichi Sakamoto Tribute                                 | CD               | ELSP-0011        |
| commmons         |                  |                                                          |                  |                  |
| 3rd              | 2022年11月30日   | A TRIBUTE TO Ryuichi Sakamoto - TO THE MOON AND BACK     | CD               | RZCM-77623       |
| 4th              | 2024年5月29日    | Tribute to Ryuichi Sakamoto "Micro Ambient Music" Vol. 1 | LP               | RZJM-77981       |
| 5th              | 2024年7月31日    | Tribute to Ryuichi Sakamoto "Micro Ambient Music" Vol. 2 | LP               | RZJM-77982       |
| 6th              | 2024年9月25日    | Tribute to Ryuichi Sakamoto "Micro Ambient Music" Vol. 3 | LP               | RZJM-77983       |
| 7th              | 2024年11月27日   | Tribute to Ryuichi Sakamoto "Micro Ambient Music" Vol. 4 | LP               | RZJM-77984       |
| 8th              | 2025年1月29日    | Tribute to Ryuichi Sakamoto "Micro Ambient Music" Vol. 5 | LP               | RZJM-77985       |
| 9th              | 2025年3月26日    | Tribute to Ryuichi Sakamoto "Micro Ambient Music" Vol. 6 | LP               | RZJM-77986       |

#### コンピレーション・アルバム
|                                            | 発売日                                     | タイトル                                      | 規格                                       | 規格品番                                   |
| ワーナーミュージック・ジャパン / WEA Japan | ワーナーミュージック・ジャパン / WEA Japan | ワーナーミュージック・ジャパン / WEA Japan    | ワーナーミュージック・ジャパン / WEA Japan | ワーナーミュージック・ジャパン / WEA Japan |
| ------------------------------------------ | ------------------------------------------ | --------------------------------------------- | ------------------------------------------ | ------------------------------------------ |
| 1st                                        | 2002年10月23日                             | CM/TV                                         | CD                                         | WPC6-10244                                 |
| MIDI                                       |                                            |                                               |                                            |                                            |
| 2nd                                        | 2002年11月20日                             | WORKS I - CM                                  | CD                                         | MDCL-1437                                  |
| 3rd                                        | 2002年11月20日                             | WORKS II - TV/Inst.                           | CD                                         | MDCL-1438                                  |
| commmons                                   |                                            |                                               |                                            |                                            |
| 4th                                        | 2015年1月17日                              | Year Book 2005-2014                           | CD                                         | RZCM-59752/3                               |
| 5th                                        | 2016年1月17日                              | Year Book 1971-1979                           | CD                                         | RZCM-86035/7                               |
| 6th                                        | 2017年3月29日                              | Year Book 1980-1984                           | CD                                         | RZCM-86229                                 |
| 7th                                        | 2018年2月28日                              | Year Book 1985-1989                           | CD                                         | RZCM-86486/90                              |
| Sony Music Direct / GREAT TRACKS           |                                            |                                               |                                            |                                            |
| 8th                                        | 2020年7月22日                              | GREAT TRACKS                                  | LP                                         | MHJL-139                                   |
| commmons                                   |                                            |                                               |                                            |                                            |
| 9th                                        | 2023年5月3日                               | TRAVESIA RYUICHI SAKAMOTO CURATED BY INARRITU | CD                                         | RZCM-77722                                 |

#### BOXセット
|                | 発売日         | タイトル                  | 規格 | 規格品番     |
| MIDI           | MIDI           | MIDI                      | MIDI | MIDI         |
| -------------- | -------------- | ------------------------- | ---- | ------------ |
| 1st            | 1990年12月1日  | 坂本龍一コレクション      | CD   | MDCZ-1123/30 |
| 1st            | 1993年5月21日  | 坂本龍一コレクション      | CD   | MDCZ-1215/24 |
| FOR LIFE / güt |                |                           |      |              |
| 2nd            | 1999年8月21日  | COMPLETE INDEX OF GÜT     | CD   | FLCG-3042    |
| FLME / güt     |                |                           |      |              |
| 3rd            | 2012年11月28日 | 坂本龍一 Complete güt BOX | CD   | FLCG-5001    |

#### 坂本龍一によるクラシック・アーティストのセレクション・アルバム
|                     | 発売日         | タイトル                                                       | 規格           | 規格品番       |
| Sony Classical      | Sony Classical | Sony Classical                                                 | Sony Classical | Sony Classical |
| ------------------- | -------------- | -------------------------------------------------------------- | -------------- | -------------- |
| 1st                 | 2008年12月24日 | グレン・グールド 坂本龍一セレクション                          | CD             | SICC-1109      |
| 2nd                 | 2009年12月2日  | グレン・グールド 坂本龍一セレクション バッハ編                 | CD             | SICC-1268      |
| Deutsche Grammophon |                |                                                                |                |                |
| 3rd                 | 2018年12月05日 | ドイツ・グラモフォン ベスト・オブ・ベスト selected by 坂本龍一 | CD             | UCCG-1824      |
| commmons            |                |                                                                |                |                |
| 4th                 | 2018年12月19日 | 坂本龍一 選 耳の記憶 前編                                      | CD             | RZCM-86712     |
| 5th                 | 2019年01月30日 | 坂本龍一 選 耳の記憶 後編                                      | CD             | RZCM-86715     |

### タイアップ一覧
| 楽曲                              | タイアップ                                                                  | 収録作品                       |
| --------------------------------- | --------------------------------------------------------------------------- | ------------------------------ |
| きみについて                      | 日本生命「新・青春の保険『YOU』」CMソング                                   | アルバム『音楽図鑑』           |
| M.A.Y. IN THE BACKYARD            | セイコー『アルバサクセス』CMソング                                          | アルバム『音楽図鑑』           |
| マ・メール・ロワ                  | セイコー『アルバサクセス』CMソング                                          | アルバム『音楽図鑑』           |
| RISKY                             | NISSANセドリック・イメージソング                                            | シングル「RISKY」              |
| アンドゥ＃1                       | サッポロ・ドラフト・CF・イメージソング                                      | シングル「アンドゥ＃1」        |
| ユー・ドゥ・ミー                  | NEC春のCライフフェア キャンペーンテーマソング                               | シングル「ユー・ドゥ・ミー」   |
| トゥリストゥ                      | 三菱地所CMイメージ・ソング                                                  | アルバム『ハートビート』       |
| エピローグ                        | サントリー・ウイスキー“響”CMイメージ・ソング                                | アルバム『ハートビート』       |
| 1919                              | MITSUBISHI携帯電話デジタル・ディーガ/カラー・ディスプレイモニターTV CF SONG | シングル「08/21/1996」         |
| El Mar Mediterrani                | 1992年バルセロナ・オリンピック開会式“地中海のテーマ”                        | シングル「El Mar Mediterrani」 |
| energy flow                       | 三共『リゲインEB錠』CM曲                                                    | シングル「ウラBTTB」           |
| put your hands up (piano version) | TBS系テレビ『筑紫哲也 NEWS23』テーマソング                                  | シングル「ウラBTTB」           |
| 鉄道員 (piano version)            | 映画『鉄道員』主題歌                                                        | シングル「ウラBTTB」           |
| Ngo                               | new balance CMテーマ曲                                                      | シングル「アンダークールド」   |
| koko                              | JP日本郵政グループ 郵便事業株式会社『平成二十年用年賀キャンペーン』CMソング | シングル「koko」               |
| dancing in the sky                | 日本テレビ55周年記念企画『ルノワール+ルノワール展』テーマソング             | シングル「koko」               |
| aubade                            | アサヒ飲料『三ツ矢サイダー』CMソング                                        | 配信限定シングル「aubade」     |
| nord                              | ホクレン CMソング                                                           | シングル「nord」               |
| Ieta                              | コンタクトレンズ「CREO」CMソング                                            | 配信限定シングル「Ieta」       |

### 非売品レコード・CD・ファイル
1. LEXINGTON QUEEN（六本木「LEXINGTON QUEEN（英語版）」、1980年）
2. い・け・な・い ルージュマジック（資生堂、1982年）※ B面は「インスツルメンタル（表記通り）」7インチシングル
3. LIFE IN JAPAN（日本生命、1983年）※ 12インチシングル（※ 後にVocal版が『音楽図鑑 完璧版』、ベストアルバム「CM/TV」と「Works」シリーズに収録。）
4. 空に会おうよ&プロローグ・大地の詩/フェスタ・エリカの夢（国際科学技術博覧会 住友館、1985年）
  - 「空にあおうよ」はモモの歌入り。作詞は矢野顕子。7インチシングル（※ 後に「Works」シリーズに収録。）
5. COMPUTE, COMPUTE, COMPUTE（京セラ、1987年）
6. THE GARDEN（TOKIO KUMAGAI、1989年）
7. FLOATING ALONG（日産自動車）
8. YOU DO ME (NEC) ※ 音源は市販されたものと同じ。
9. THE IMAGE MUSIC（鹿島建設）
10. コンピューターおばあちゃん ※ NHK「みんなのうた」のBGMで編曲のみ。
11. The Fantasy of Light & Life（Expo '90電力館、1990年）プロデュースのみ。音楽は小久保隆が担当。
12. The Heart of Asia（Cathay Pacific、1994年）※「CM/TV」に収録されているテイクはM5のreprise。M1は4:14
13. snooty抜粋3曲入りプロモ（1996年）※ 短冊7cmシングル
14. COMPLETE INDEX OF GÜT抜粋5曲入りプロモ（1999年）
15. GEM（2002年）※ 非売品（2002年に発売されたベストアルバム「US」「UF」「CM/TV」の初回盤のみの特典として、応募券3枚を集め送るともらえた“坂本龍一お宝音源”を収録したCD）
16. WORLD CITIZEN - i won't be disappointed（music for J-WAVE、2003年）※ 坂本本人のナレーションと曲紹介から始まるショートヴァージョン。
17. ASIENCE（花王、2004年）※ M2のstring quartet ver.は未発表
18. +33（ルイ・ヴィトン）※ 後に「/04」に収録された。
19. The Land Song（六本木ヒルズ）※後に無償配信された。
20. 26-Windb theme rev nobell（2005年）※ nokia8801に添付されているCD-Rに音楽ファイルとして収録。
21. wind, cypresses & absinthe（2012年）※「メトロポリタン美術館展」テーマ曲。図録に添付。
22. Blu（2014年）※「洋服の青山」CM曲
23. Whitescape #1&#2（2014年）※ 札幌国際芸術祭2014のホームページ用サウンド
24. XSOL CM TUNE（2014年）※ 2曲がXSOLのサイトからダウンロードできた。1曲のタイトルは「Urlicht」
25. Music for Fashion Museum（2013年）※「ISETAN」リニューアル後の正面入り口のウェルカム曲
26. 命の循環（2014年）※ NHK for SchoolのダンゴムシのBGM

### テレビなどのサウンド・トラック
1. アリスの叛乱（演劇、脚本・監督：高取英、1978年）
2. NHKニュースワイド初代テーマ曲（1980年 - 1983年）
3. YOU (テレビ番組)テーマ曲（NHK教育TVで1982年 - 1987年放送）
4. 天外魔境 ZIRIA（1989年）※ メインテーマを含む計3曲を提供
5. ピーチ・ボーイ -桃太郎-（Peach Boy - Momotaro -, 1992年）※ 童話「桃太郎」の英語朗読（シガニー・ウィーバー）のバックに流れる音楽を担当
6. ワイルド・パームス（Wild Palms, 1992年）※ アメリカのテレビドラマのサウンドトラック。
7. Music For Yoji Yamamoto Collection 1995（1996年）
8. ストーカー 逃げきれぬ愛（1997年）
9. セガ・ドリームキャストサウンドロゴ（1998年）※ 起動音
10. L.O.L（Lack of Love, 2000年）※ ドリームキャストのゲーム「Lack of Love」の音楽。坂本はゲーム自体のプロデュースも行っている。
11. ロスト・チャイルド（Lost Child, 2000年）
12. 永遠の仔（2000年）※ 2曲に使用
13. エレファンティズム（2002年）※ 同名のDVD BOOKのサウンドトラック
14. 変革の世紀（Henkaku No Seiki - Changing Century, 2002年）※ NHKの同名番組のテーマ曲
15. 聖剣伝説4（2006年）メインテーマ「Dawn of Mana」
16. 不毛地帯（2009年）※ メインテーマ
17. 大河ドラマ・八重の桜（2013年）※ オープニングの「メインテーマ」、「八重のテーマ」、「八重の桜 紀行」のみ。
18. 朝日放送オープニングテーマ曲（1990年。朝日放送テレビは1990年 - 1998年、朝日放送ラジオは1992年 - 2014年の間使用）
19. きょうの猫村さん（2020年、テレビ東京）※ オープニングテーマ「猫村さんのうた」の作曲も担当（作詞：U-zhaan、歌：松重豊）
20. 日本沈没2020（Webアニメ、監督：湯浅政明、2020年、Netflix）※ 主題歌「a life」の作曲を担当（作詞、歌：大貫妙子）
21. エクセプション（Webアニメ、監督：サトウユーゾー、2022年、Netflix[112]）
22. NHKスペシャル「ウクライナ大統領府 軍事侵攻・緊迫の72時間」（2023年2月26日放送）※ 番組終了時の音楽担当

### 映画音楽
- 戦場のメリークリスマス（Merry Christmas Mr Lawrence, 1983年）- 英国アカデミー賞受賞
  - 戦場のメリークリスマス-30th Anniversary Edition-（2013年）- 未発表ヴァージョンを多数収録してリマスタリングで2枚組SHM-CD仕様でリリース。リマスタリング・エンジニアは、オノセイゲンが担当。

- 子猫物語（Adventures of Chatran, 1986年）
- 王立宇宙軍〜オネアミスの翼（Aile De Honneamise - Royal Space Force, 1987年）
  - オネアミスの翼〈イメージスケッチ〉（1986年）
- ラストエンペラー（The Last Emperor, 1988年）- 米アカデミー賞[注 2]、LA映画批評家賞、ゴールデングローブ賞、グラミー賞受賞。

- ブラック・レイン（1989年）※ 1曲使用
- 侍女の物語（The Handmaid's tale, 1990年）
- シェルタリング・スカイ（The Sheltering Sky, 1991年）- ゴールデングローブ賞、LA映画批評家賞受賞

- ハイヒール（High Heels, 1991年）
- 嵐が丘（The Wuthering Heights, 1992年）
- リトル・ブッダ（Little Buddha, 1993年）- グラミー賞ノミネート

- ワイルド・サイド（Wild Side, 1995年）
- スネーク・アイズ（Snake Eyes, 1998年）
- 愛の悪魔/フランシス・ベイコンの歪んだ肖像（Love is the Devil - Study for a portrait of Francis Bacon -, 1999年）
- 鉄道員（ぽっぽや）（Poppoya, 1999年）※ 主題歌のみ
- 御法度（Gohatto, 1999年）

- アレクセイと泉（Alexei and the Spring, 2002年）
- ファム・ファタール（Femme Fatale, 2002年）

- デリダ（Derrida, 2003年）
- Life is Journey（2003年）
- Rubios,Los（2003年）
- アップルシード（2004年）※ アルバム『キャズム』収録の「coro」が使用されている。
- トニー滝谷（TONY TAKITANI, 2004年）※ サウンドトラックのリリースは2007年。

- Original Child Bomb（2004年）
- Peach One Day（2004年）※ アルバム『ハートビート』収録の「nuages」が使用されている。
- Zarin（2005年）
- 星になった少年（Shining Boy & Little Randy, 2005年）

- バベル（Babel, 2006年）※ オリジナル・アルバムより3曲使用されている。
- シルク（SILK, 2008年）

- Women Without Men（2008年）- ヴェネツィア国際映画祭銀獅子賞（監督賞）受賞。
- 一命（2011年）
- 新しい靴を買わなくちゃ（2012年）※ コトリンゴとの共作。サントラ14曲中6曲収録。
- ショート・ムービー「アンジュール」（2012年）メイン・テーマ曲のバッハ／グノー：アヴェ・マリアを、グレン・グールドの演奏（1962年）・宮本笑里のヴァイオリン・坂本龍一のシンセサイザーでスーパーインポーズした録音。
- 母と暮せば（2015年）
- レヴェナント: 蘇えりし者（The Revenant, 2016年）[113] - ゴールデングローブ賞ノミネート[114]。
- 怒り（2016年）[115]
- 日本と再生 光と風のギガワット作戦（2017年） - エンディングテーマ
- 米軍が最も恐れた男 その名は、カメジロー（2017年） - テーマ音楽
- STAR SAND-星砂物語-（2018年） - 主題曲
- 天命の城（南漢山城、2018年）
- さよなら、ティラノ（My Tyrano: Together, Forever、2018年[116][117]）
- 你的臉 (Your Face)（2018年）
- パラダイス・ネクスト（2019年） - テーマ曲
- 米軍が最も恐れた男 カメジロー不屈の生涯（2019年） - テーマ音楽
- Love After Love（2020年）
- MINAMATA-ミナマタ-（2021年）
- 約束の宇宙（Proxima, 2021年4月）[118]
- ベケット（Beckett, 2021年）
- アフター・ヤン（After Yang, 2021年）
- 怪物（2023年）

### バンド・ユニット・コラボ活動
YMOについてはイエロー・マジック・オーケストラの項を参照。
- ディスアポイントメント・ハテルマ（Disappointment - Hateruma, 土取利行+坂本龍一, 1976年）
- サマー・ナーヴス（SUMMER NERVES, 坂本龍一&カクトウギ・セッション, 1979年）
  - 山下達郎、大村憲司、吉田美奈子、小原礼などとのコラボレーション。
- い・け・な・いルージュマジック（忌野清志郎+坂本龍一, 1982年）※ シングル
- 東京ジョー（Tokyo Joe, 坂本龍一&渡辺香津美, 1982年）
- エンド・オブ・エイジア（the End of Asia, 坂本龍一+ダンスリー, 1982年）
- アレンジメント（THE ARRANGEMENT, 坂本龍一&ロビン・スコット（英語版）), 1982年）
- バンブー・ハウス/バンブー・ミュージック（Bamboo Houses/Bamboo Music, デヴィッド・シルヴィアン&リュウイチ・サカモト, 1982年）※ シングル
- 禁じられた色彩（Forbidden Colours, リュウイチ・サカモト&デヴィッド・シルヴィアン, 1983年）※ シングル
- フィールドワーク（Field Work, トーマス・ドルビー&坂本龍一, 1985年）※ シングル,12インチシングル
- ゼロ・ランドマイン（ZERO LANDMINE, N.M.L., 2001年）※ シングル
- カーザ（CASA, モレレンバウム2/サカモト, 2001年）
- ライヴ・イン・トーキョー・2001（LIVE IN TOKYO 2001, モレレンバウム2/サカモト, 2001年）
- ア・デイ・イン・ニューヨーク（A DAY IN NEW YORK, モレレンバウム2/サカモト, 2003年）
- ワールド・シチズン（WORLD CITIZEN - i won't be disappointed, 坂本龍一+デヴィッド・シルヴィアン, 2003年）※ シングル
- vrioon（alva noto+Ryuichi Sakamoto, 2003年）
- insen（alva noto+Ryuichi Sakamoto, 2005年）
- Sala Santa Cecilia（Christian Fennesz+Ryuichi Sakamoto, 2005年）
- revep（alva noto+Ryuichi Sakamoto, 2006年）
- cendre（fennesz+sakamoto（フェネスサカモト）, 2007年3月28日）※ クリスチャン・フェネスとのユニット
- Ocean Fire（WILLITS+SAKAMOTO, 2007年10月17日）※ クリストファー・ウィリッツとのユニット
- Ancient Future（WILLITS+SAKAMOTO, 2012年7月31日）※ クリストファー・ウィリッツとのユニット
- UTAU（2010年11月10日） - 大貫妙子&坂本龍一
  - 2枚組は坂本龍一のピアノのみの楽曲が収録。
- flumina（fennesz+sakamoto（フェネスサカモト）, 2011年8月3日）※ クリスチャン・フェネスとのユニット
- Disappearance （Ryuichi Sakamoto + en:Taylor Deupree, 2013年7月10日）
- Snow, Silence, Partially Sunny（Sachiko M ＋ Ryuichi Sakamoto, 2012年12月19日）
  - 山口情報芸術センター（YCAM）のみの限定販売。

### その他アーティストとのコラボレーション
- 「誰も僕の絵を描けないだろう」（友部正人、1975年）
- 「物語のようにふるさとは遠い」（富岡多恵子、1976年）
- 「終曲/うらはら」（Phew、1980年）※ シングル
- 「死ぬのは嫌だ、恐い。戦争反対!」（スネークマンショー、1981年）※ エリック・サティ「ジムノペディ」の演奏を収録。
- 「愛はすべてを赦す」（加藤登紀子、1982年）
- 「な・い・し・ょのエンペラーマジック」（TACO、1983年）※ 山崎春美が率いたユニットとのコラボレーションでアルバム『TACO』に収録
- 「ネイヂ・カンドリーナ (Neide Candolina)」、「うつくしいおまえ (Lindeza)」（カエターノ・ヴェローゾ、1991年）※ アルバム『シルクラドー』に収録。
- 「タイナイカイキII」（坂本龍一 / デヴィッド・シルヴィアン、 1992年）※ 海外盤タイトルは「heartbeat」
- 「ASIAN GAMES」（山下洋輔、ビル・ラズウェル、1993年）
- 「二人の果て」（坂本龍一 featuring 今井美樹、1994年）
- 「Sovereign」（アート・リンゼイ、1995年）※ アルバム『曖昧な存在』に収録
- 「VOLTEX OF LOVE」（小室哲哉、1995年）※ アルバム『Avex dance Matrix '95 TK DANCE CAMP』に収録
- 「RETROFIT」（佐藤理、1995年）※ アルバム『EQUAL』に収録
- 「RETROCOGNITION」（佐藤理、1995年）※ アルバム『EQUAL』に収録
- 「A Flower Is Not A Flower」（KENNY WEN、1997年）
- 「The Other Side of Love」（坂本龍一 featuring Sister M、1997年）
- 「砂の果実」（中谷美紀 with 坂本龍一、1997年）
- 「桜のころ」（甲本ヒロト、What's Love?、DANCE☆MANとのコラボレーション、2002年）
- 「I WANNA BE DOWN」（m-flo loves 坂本龍一、2004年）※ アルバム『ASTROMANTIC』に収録
- 「Asian Flower」（トベタ・バジュン feat. 坂本龍一、2008年）※ アルバム『青い蝶』に収録
- 「死んだ女の子」（元ちとせ）
- 「雪の降るまちを」（手嶌葵）
- 「風追い人」 （ACIDMAN）
- 「A Word I Give」（Goldmund、2015年）※アルバム『Sometimes』に収録
- 「Snooze」（Agust D feat. Ryuichi Sakamoto, Woosung of the Rose、2023年）※アルバム『D-DAY』に収録

### 映像作品
- 電子の拓本 ALL STAR VIDEO（現代美術家・ナム・ジュン・パイクとのコラボレーション,1984年）
- Tokyo Melody Ryuichi Sakamoto (フランス公共放送FR3制作のドキュメンタリー映画, 1985年)
- TV WAR（浅田彰、RADICAL TVとのコラボレーション, 1985年）
- ADELIE PENGUINS （ビデオアーティストのキット・フィッツジェラルド、ポール・ギャリンとのコラボレーション, 1986年）
- ESPERANTO (前衛舞踏家・モリサ・フェンレイとのコラボレーション。アルバム「エスペラント」は、本作のサウンドトラック）
- MEDIA BAHN LIVE（1986年）
- NEOGEO LIVE in NEW YORK（1988年）
- ビューティ・ツアー'90（1991年）
- Sweet revenge Tour 1994（1995年）
- D&Lライブ・アット武道館11・30・95 坂本龍一ツアー95D&L WITH 原田大三郎（映像作家・原田大三郎とのコラボレーション, 1996年）
- Ryuichi Sakamoto Trio World Tour 1996（1996年）
- PLAYING THE ORCHESTRA 1997“f”（1998年）
- MORELENBAUM2 / SAKAMOTO / 3 years（DVDのみの1万枚限定生産。プライベートフォトやビデオを日記風に閲覧できる作品, 2003年）
- 坂本龍一・80年代の映像作品集（「電子の拓本 ALL STAR VIDEO」、「TV WAR」、「ADELIE PENGUINS」、「ESPERANTO」、「MEDIA BAHN LIVE」、「NEOGEO LIVE in NEW YORK」を収録した6枚組のDVD-BOX, 2004年）
- PLAYING THE PIANO/05（2006年）
- LIFE - fluid, invisible inaudible...（高谷史郎とのコラボレーション, 2008年）
- utp_ (Alva Notoとのコラボレーション, 2008年)
- watch-ryuichi sakamoto playing the piano 2009 japan（2009年に行われた東京オペラシティ コンサートホールでのライヴ, 2010年）
- UTAU LIVE IN TOKYO 2010 A PROJECT OF TAEKO ONUKI & RYUICHI SAKAMOTO（2010年末に開催された大貫妙子とのツアーの模様, 2011年）
- playing the piano in seoul / korea 2011（2011年韓国からUstreamによる中継を編集したもの, 2012年）
- Ryuichi Sakamoto ❘ Trio Tour 2011 in Europe（2012年）
- commmons schola: Live on Television vol. 1 Ryuichi Sakamoto Selections: schola TV（2010年、2011年放送スコラ 坂本龍一 音楽の学校(NHK Eテレ)番組内で演奏した楽曲の中からセレクトして収録, 2012年）[119]
- commmons schola: Live on Television vol.2 Ryuichi Sakamoto Selections: schola TV2（2010〜2014年放送スコラ 坂本龍一 音楽の学校(NHK Eテレ)番組内で演奏した楽曲の中からセレクトして収録。また、特典映像として、映画音楽編ワークショップのために制作された2分程度の短編『猛暑物語』(監督：岩井俊二)に坂本龍一が音楽をつけていくドキュメントが収録されている。2014年）[120]
- 細野晴臣×坂本龍一 at EX THEATER ROPPONGI　2013.12.21（2013年12月に開催された細野晴臣とのライブで、高橋幸宏もゲスト参加, 2015年）[121]
- async surround /坂本龍一 + 高谷史郎（2018年）
- Opus（2024年）

## 書籍

### 単著
- 『アヴェクピアノ：戦場のメリークリスマス』思索社、1983年
  - カセットブック。アルバム『メリー・クリスマス・ミスター・ローレンス』の楽譜とピアノソロヴァージョンが収録されたカセットテープがセットとなったもの。後に2曲を加え『コーダ』が新版。
- 『本本堂未刊行図書目録：書物の地平線』朝日出版社〈週刊本〉、1984年
- 『Seldom-illegal：時には、違法』角川書店、1989年。角川文庫、1991年。
- 『N/Y：坂本龍一写真集』田島一成写真、リトルモアブックス、1995年
- 『Decode 20』インプレス、1997年
- 『AFRICA NOTE』code、2000年
- 『BRAZIL BOX』code、2001年
- 『音楽は自由にする』新潮社、2009年。新潮文庫、2023年4月

「ENGINE」2007年1月号から2009年まで連載。半生をまとめた自叙伝
- 『龍一語彙　二〇一一年－二〇一七年』角川書店、2017年11月。発言・発信録集
- 『ぼくはあと何回、満月を見るだろう』新潮社、2023年6月

「新潮」2022年7月号から2023年2月号まで連載。続編の遺著

### 共著
- 『音を視る、時を聴く 哲学講義』大森荘蔵共著（朝日出版社、1982年）。ちくま学芸文庫、2007年
- 「水牛楽団休業」（浅田彰共編、1984年）。カセットブック
- 『長電話』（高橋悠治との共著、本本堂 1984年／改訂復刊・空里香監修、坂本図書、2024年9月）
- 「音楽図鑑」本本堂、1985年
  - アルバム『音楽図鑑』と同時に発刊した書籍。
- 「EV.Café 超進化論」村上龍ほか（講談社、1985年）。講談社文庫、1989年
  - 『IN★POCKET』に連載された対談集。
- 「音楽機械論」吉本隆明との共著（トレヴィル、1986年）。ちくま学芸文庫、2009年
  - 『月刊カドカワ』に連載されたエッセイ。
- 『未来派2009 : La velocita.i rumori.il movimento.』細川周平共編 本本堂 1986年
- 「友よ、また逢おう」（村上龍共著、角川書店、1992年）。角川文庫、1993年
- 「ザ・ゲイシャ・ガールズ・ショウ 炎のおっさんアワー」（Ken&Shoとの共著、幻冬舎、1995年）
- 「モニカ 音楽家の夢・小説家の物語」（村上龍共著、新潮社、1996年）。新潮文庫、1999年
- 「skmt」（後藤繁雄共著、リトル・モア、1999年）
- 「skmt2」（後藤繁雄共著、NTT出版、2006年）。新編合本・ちくま文庫、2015年
- 「少年とアフリカ 音楽と物語、いのちと暴力をめぐる対話」（天童荒太との共著、文藝春秋、2001年）。文春文庫、2004年
- 『エンデの警鐘 地域通貨の希望と銀行の未来』河邑厚徳共編著（NHK出版、2002年）
- 「反定義 新たな想像力へ」（辺見庸との共著、朝日新聞社、2002年）「小説トリッパー」編集部編。朝日文庫、2005年
- 「Life : fluid,invisible,inaudible…」（高谷史郎共著、浅田彰監修、NTT出版、2007年）
- 「縄文聖地巡礼」（中沢新一との共著、木楽舎、2010年／イースト・プレス、2023年12月）
雑誌「ソトコト」に掲載された縄文文化に関する旅と対談をまとめた記事をさらに追記したもの。
- 「LIFE-TEXT」（高谷史郎との共著、NTT出版、2010年）
1999年に発表されたオペラ「ライフ」と2007年の「インスタレーション」をまとめたビジュアルブック。
- 『いまだから読みたい本　3.11後の日本』坂本龍一+編纂チーム選 小学館 2011
- 『クロニクルFukushima』 青土社 2011

大友良英代表、宇川直宏,遠藤ミチロウ,木村真三,丹治博志・智恵子・宏大,森彰一郎,和合亮一共著
- 『脱原発社会を創る30人の提言』池澤夏樹・池上彰ほか共著 コモンズ 2011
- 『地球を聴く 3・11後をめぐる対話』竹村真一共著 日本経済新聞出版社 2012
- 『NO NUKES 2012 ぼくらの未来ガイドブック』編纂チーム共編 小学館スクウェア 2012
- 『フクシマからはじめる日本の未来』アスペクト 2012

大友良英・金子勝・児玉龍彦共著
- 『村上龍と坂本龍一 21世紀のEV.Cafe』スペースシャワーブックス 2013

北野宏明・浅田彰・伊藤穰一・竹中直純・赤尾健一・塩崎恭久 述
- 『愛国者の憂鬱』鈴木邦男、金曜日 2014。対談を書籍化。
- 『坂本龍一×東京新聞　脱原発とメディアを考える』東京新聞編集局編 2014
- 『音楽と生命』福岡伸一、集英社、2023年3月。遺著
- 『坂本図書』伊藤総研構成、空里香監修、坂本図書、2023年9月
- 『坂本龍一のメディア・パフォーマンス　マス・メディアの中の芸術家像』

松井茂・川崎弘二編著、フィルムアート社、2023年9月。第2部にインタビュー
- 『インタビュー：坂本龍一』リットーミュージック、2024年12月。記事集成
- 『坂本龍一 ピアノへの旅』伊東信宏・上尾信也[122]、アルテスパブリ、2024年12月

### 監修・聞き書き等
- 「未来派2009」（細川周平と共同監修、本本堂、1986年）
- 「気分転換法77」（サワグチ・サイキック・センター著、坂本龍一監修、扶桑社、1987年）
- 「写真集『ラストエンペラー』」（バジル・パオ他写真、本本堂、坂本龍一編、1988年）
- 「坂本龍一・全仕事」（山下邦彦 編著、太田出版、1991年）。大著
- 「坂本龍一・音楽史」（山下邦彦 編著、太田出版、1993年）。大著
- 「テクノドン」（後藤繁雄 編著、小学館、1993年）。主にYMOの全発言
- 「楕円とガイコツ」（山下邦彦、太田出版、2000年）。小室哲哉との関連
- 「非戦」（sustainability for peace 共同監修、幻冬舎、2002年）
- 「伝説の編集者 坂本一亀とその時代」（田邊園子、作品社、2003年。河出文庫、2018年）。企画
- 「坂本龍一の音楽」（山下邦彦 編著、東京書籍、2008年7月）。坂本自身の提供資料による大著
- 「ユリイカ 総特集=坂本龍一」（青土社、2009年4月臨時増刊号）
- 「2003―飯野賢治対談集」（1999年、ソニーマガジン） ISBN 4-7897-1359-8
- 「耳鳴りに悩んだ音楽家がつくったCDブック」（鈴木惣一朗、DU BOOKS、2018年）。インタビュー収録
- 「小津安二郎 大全」（松浦莞二・宮本明子編著、朝日新聞出版、2019年）。インタビュー収録
- 「コモンズ：スコラ 音楽の学校 第18巻 ピアノへの旅」（伊東信宏、上尾信也と座談ほか、小室敬幸解説、アルテスパブリッシング、2021年）。シリーズ最終巻（上記「ピアノへの旅」は改訂版）
- 「坂本龍一 音楽の歴史」（吉村栄一、小学館、2023年2月）

長年の取材による音楽評伝（没する直前に刊、写真集・完全ディスコグラフィーを併せた3冊組・特装版も刊行）
以下は追悼特集ほか
- 「坂本龍一　本当に聴きたい音を追い求めて」（ミュージック・マガジン、2023年6月号増刊）、長年の関連記事を集成
- 「別冊ele-king 「日本のサカモト」坂本龍一追悼号」（Pヴァイン、2023年7月）
- 「ユリイカ 総特集=坂本龍一 1952-2023」（青土社、2023年12月臨時増刊号）
- 「サウンド&レコーディング・マガジン 追悼特集：坂本龍一 〜創作の横顔」（2024年5月号、リットーミュージック）
- 「「教授」と呼ばれた男　坂本龍一とその時代」（佐々木敦、筑摩書房、2024年4月）
- 「坂本龍一語録　教授の音楽と思考の軌跡」（円堂都司昭、ぱる出版、2024年12月）
- 「坂本龍一 最後のプレイリスト」（吉村栄一、イースト・プレス、2025年2月）

### フォトグラファー
- 「エロコト」第1号（ソトコト2006年11月号増刊／責任編集：坂本龍一、アート・ディレクション：信藤三雄）
THE NAKED LUNCH 裸のランチ（写真：坂本龍一、モデル：天海麗）
- 「ラブコト」（ソトコト2008年8月号増刊／編集長：坂本龍一、ゲストエディター：蝶々）

### CD-BOOK
- 「commmons: schola（コモンズ・スコラ）」vol.1-17（2008-2018／監修：坂本龍一 ：編集 門松宏明）schola（スコラ）はラテン語で「学校」の意味。坂本龍一監修による「音楽全集」。クラシック／非クラシックを問わず、世界中の様々な音楽をテーマ に取り上げ、専門家とともに厳選した楽曲を収録したCDと、解説ブックレットが一体化したパッケージ。[123]

## 出演

### 映画作品
- 「戦場のメリークリスマス」（1983年）- 各・俳優としての出演
- 「ラストエンペラー」（1987年）※ 日曜洋画劇場版の日本語吹き替えも担当。
- 「New Rose Hotel」（1998年）

### CM
- 新潮社「新潮文庫」（1981年）
- 日本生命「新・青春の保険『YOU』」（1983年 - 1984年）
- 味の素AGF「AGFグランデージ」（1984年）
- セイコー「ALBA」（1984年）
- ダイエー「ダイエーのお正月・新春福々市」「龍一のバレンタイン」（1984年）
- フジテレビ 「秋のフジテレビ しなやか思想」（1985年、おニャン子クラブと共演）
- 京セラ「サムライ」（1987年）
- 協和発酵キリン（旧：協和発酵）「サントネージュワイン」※ 現在は、アサヒビールから販売されている。
- 日産自動車「セドリック」（Y31前期型）（1987年6月 - 1989年6月）
- サッポロビール
  - 「サッポロドラフト」（1989年）[124]
  - 「大人エレベーター」（2018年）
- NEC「C-LIFEフェア」（1990年）
- 東芝「BSアリーナ」（1992年）[125]
- マイカル「ビブレ」（1992年）
- カルピス食品工業「ゆうゆう茶」（1995年）
- アリナミン製薬「アリナミンA錠」（1990年）
- アウディ「A6」（1995年）
- 三菱電機「携帯電話・ディーガ」「アプリコット」（1996年）[126]
- NTT「NTT電話機・ハウディ」
- 「バドワイザー」（1998年）
- 三共（現：第一三共）「リゲインEB錠」（1999年）[127][128]
- トヨタ自動車「プリウス」
- 「NEW BALANCE」（2004年）
- サントリー「山崎」（2002年）、「ウイスキー統合」（2010年）
- 麒麟麦酒「ラガービール」（2007年）※ YMOとして出演
- JP日本郵政グループ「年賀キャンペーン」（2008年）
- サムスン電子
  - 「SoftBank 930SC」（2008年）
  - 「SoftBank 931SC」（2009年）
  - 「docomo PRO series SC-01B」（2010年）
- 江崎グリコ「ポッキー」（2010年）※ YMOとして出演
- エクソル
  - 「ストロングメッセージ篇」（2012年）
  - 「パワー・イノベーション篇」（2013年）
  - 「ソーラーコンサート篇」（2014 - 2015年）
- 日産自動車「リーフ」（2012年2月 - ）
- キリンビバレッジ「ファイア ブラック」（2016年）[129]

### ミュージック・ビデオ
- マドンナ「レイン」（1993年）

### テレビ
- YOU「誰でもミュージシャン 坂本龍一の音楽講座」 （1982年6月12日、NHK教育)[130]
- オレたちひょうきん族（1983年頃、フジテレビ） - ビートたけしと明石家さんまが共演するタケちゃんマンのコントでゲスト出演していた
- ダウンタウンのごっつええ感じ（フジテレビ） - アホアホマンのゲスト・アホアホブラザー 役
- 平成教育委員会（フジテレビ）
- たけし・さんまの有名人の集まる店（フジテレビ）- ゲスト出演し、番組の最後はたけし演ずる鬼瓦権造と同じ扮装をして「ゴンゾーズ」を結成
- 土曜ソリトン SIDE-B 坂本龍一スペシャル　（1995年6月10日、NHK教育）[131]
- Ryu's Barスペシャル21（毎日放送） - ゲスト
- TBS50周年特別企画「地雷ZERO　21世紀最初の祈り」（2001年4月30日、TBS）[132]
- 笑い飯の臭い飯〜ザ・監獄漫才〜（2005年6月、日本テレビ）
- サラリーマンNEO 2007年・年の瀬スペシャル（2007年12月30日、NHK） - コント「私とNEO」にて本人役で出演
- 100年インタビュー 「坂本龍一」（2008年4月10日、NHK BS）[133]
- 爆笑問題のニッポンの教養（2009年9月1日、NHK）
- スコラ 坂本龍一 音楽の学校（NHK Eテレ） - レギュラー出演
  - シーズン1（2010年4月3日 – 6月19日）
  - 白熱教室JAPAN（2010年10月24日 – 11月14日)
  - シーズン2（2011年10月1日 – 12月17日）
  - シーズン3（2013年1月11日 – 3月15日）
  - 特別編 オーケストラと市民（2013年3月16日）[134]
  - シーズン4（2014年1月9日 – 3月27日）
- 開局10周年記念番組 美しい地球の讃歌（2010年5月22日、BSジャパン）
- ETV特集「坂本龍一 Forest Symphony 森の生命の交響曲」（2012年2月12日、NHK教育)[135]
- 日曜美術館「アートと音楽 坂本龍一×日比野克彦」（2013年1月13日、NHK Eテレ）[136]
- 坂本龍一 音楽で楽しむ大河ドラマ（2013年9月22日、NHK総合）[137]
- WOWOWライブ「細野晴臣×坂本龍一」（2014年3月9日、WOWOW）[138][139]
- 震災から3年"明日へ"コンサート（2014年3月10日、NHK 総合、NHK BSプレミアム）[140][138]
- 坂本龍一のＭＵＳＩＣ ＦＯＲ ダンゴムシ（2014年8月1日、NHK Eテレ）[141]
- SWITCHインタビュー 達人達「坂本龍一×福岡伸一」（2017年、NHK Eテレ）[142]
- クローズアップ現代＋「坂本龍一　分断された世界で」（2017年4月19日、NHK 総合）[143]
- ファミリーヒストリー「坂本龍一～父との葛藤　福岡藩黒田家に仕えた先祖～」（2018年4月23日、NHK 総合）[144]
- 細野晴臣イエローマジックショー2（2019年1月1日、NHK BS4K／1月2日、NHK BSプレミアム）[145]
- 細野晴臣イエローマジックショー3（2020年1月1日、NHK BSプレミアム／1月2日、NHK BS4K）[146][147]
- 坂本龍一　被災地をつなぐオーケストラ（2020年3月7日、NHK BSプレミアム[148]
- 坂本龍一 Playing the Piano in NHK & Behind the Scenes（2023年1月5日、NHK）[149]
- NHKスペシャル「Last Days 坂本龍一 最期の日々」（2024年4月7日、NHK）[150]

### ラジオ
- サウンドストリート 火曜日（1981年4月7日 - 1986年3月18日、NHK-FM） - パーソナリティ[6]
  - 坂本龍一の電気的音楽講座（1981年8月10日 - 8月14日）※夏季特別番組
- Sony Sound Visart 不思議の国の龍一（1986年10月5日 - 1987年9月27日、TOKYO FM） - パーソナリティ[6]
- TOSHIBA PREMIA 3（1990年4月 - 1992年3月、TOKYO FM） - 山下達郎・氷室京介と週替わりでパーソナリティを担当
- RADIO SAKAMOTO（2003年1月5日 - 2023年3月5日、J-WAVE）- 奇数月第1日曜 24:02 - 26:02、パーソナリティ
- gut on-line（J-WAVE）
- 坂本龍一のRadio Schola（2025年3月30日、NHK FM)

### コンサート
- LIFE a ryuichi sakamoto opera 1999[153]
- Dream Power ジョン・レノン スーパー・ライヴ2002

### ドキュメンタリー映画
- SUGA: Road to D-Day（2023年） - SUGAとの対談シーンに出演[154]